# Civilisation inca
Cet article concerne la civilisation inca. Pour l'empire, voir Empire inca. Pour les autres significations, voir Inca (homonymie).

Ville sacrée inca de Machu Picchu, Pérou.

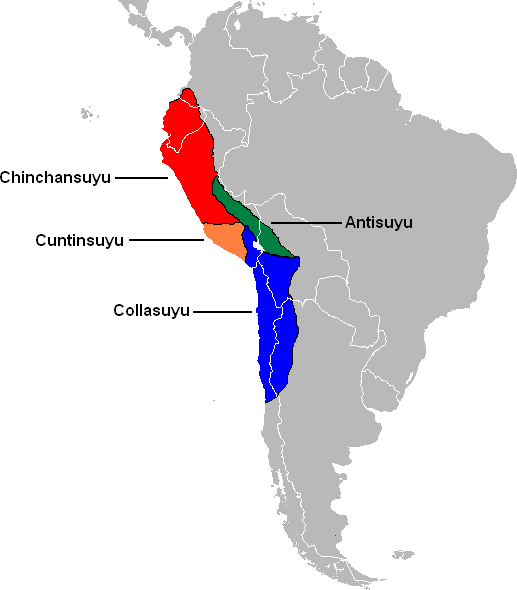
Extension maximale de l'Empire inca et de ses quatre régions principales.

La civilisation inca est une civilisation précolombienne quechua du groupe andin cuzquénien. Elle prend naissance au début du XIIIe siècle dans le bassin de Cuzco situé dans l'actuel Pérou et se développe ensuite le long de l'océan Pacifique et de la cordillère des Andes. Cette expansion a permis aux Incas de contrôler une vaste région couvrant la partie occidentale de l'Amérique du Sud. À son apogée, l'Empire Inca s'étendait  de la Colombie jusqu'à l'Argentine et au Chili, en couvrant la plus grande partie des territoires actuels de l'Équateur, du Pérou, ainsi qu'une grande portion de l’ouest de la Bolivie, et atteignant les contreforts orientaux des Andes boliviennes, Inca Racay, Inkallaqta. C'est dans cette région, à Samaipata, un centre administratif, cérémonial, et religieux inca situé dans les contreforts orientaux des Andes boliviennes, que l'influence de l'empire était particulièrement marquée.
Elle est à l'origine de l'Empire inca, l'un des grands royaumes de l'Amérique précolombienne. Cet empire avait pour chef suprême le Sapa Inca. L'Empire inca fut conquis par les conquistadors espagnols sous les ordres de Francisco Pizarro à partir de 1532.
L'une des grandes singularités de cet empire fut d'avoir intégré, dans une organisation étatique originale, la multiplicité socioculturelle des populations hétérogènes qui le composaient.

## Histoire

### Héritage des civilisations précédentes

#### Premiers peuplements
Les premières traces humaines en Amérique du Sud datent au moins du trentième millénaire avant notre ère. Cette présence humaine est attestée sur le site archéologique de Pedra Furada (« pierre percée » en portugais), situé dans le parc national de la Serra da Capivara (Piauí) au nord-est du Brésil, qui représente probablement le site humain connu le plus ancien en Amérique. Vivant de chasse et de cueillette, ces peuples nomades s'intéressaient progressivement à l'agriculture. Les propriétés nutritionnelles du maïs, cultivé dès le troisième millénaire dans la région d'Ayacucho, permettaient d'accroître son importance.

#### Civilisation Chavín

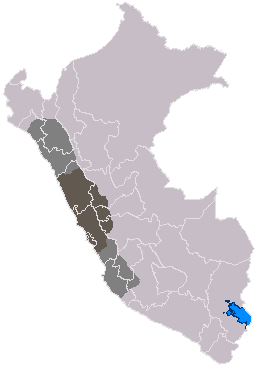
Pérou. Extension de la culture Chavín (gris foncé) et de son influence (gris clair)

Le développement de l'agriculture entraîna des changements sociaux importants : la population explose, des villes apparaissent et une élite religieuse se crée. Le premier millénaire avant notre ère voit ainsi s'épanouir la civilisation Chavín, unissant dans un style artistique commun de nombreuses cultures locales, probablement grâce à un culte unique dont un élément caractéristique est l'image du jaguar.

#### Tiwanaku et Huari
Entre le Ier et le VIIIe siècle, l'unité créée par la civilisation Chavín disparut au profit de cultures plus locales (Mochica, Paracas-Nazca, Tiwanaku). Le développement agricole, notamment l'irrigation et l'aménagement de terrasses, continue. À partir du VIIIe siècle, deux villes des hautes terres rayonnent particulièrement et regroupent sous leur bannière les peuples andins : Tiwanaku vers le sud jusqu'au nord du Chili et Huari vers le nord.

#### Empire Chimú

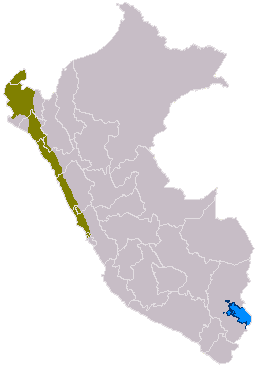
Carte de la culture Chimú

Les États de Tiahuanaco et Huari s'effondrent brusquement au XIIe siècle. À nouveau, le régionalisme prévaut dans un premier temps, puis de nouvelles tentatives d'intégration impérialistes ont lieu. Ainsi, vers le milieu du XIIIe siècle, le peuple Chimú crée un nouvel empire sur la côte nord du Pérou actuel, fondé sur l'aménagement hydraulique. L'Empire Chimú s'étend le long de la côte jusqu'à l'actuelle frontière équatorienne, et il entre inévitablement en rivalité avec l'Empire inca, l'autre grand empire andin du XVe siècle, ce qui lui sera fatal.

### Origines de l'ethnie inca
Voir notamment la section La fondation du Cuzco et l'origine des Incas.

#### Origines légendaires
Différents témoignages ont été recueillis quant à l'origine des Incas. Selon la légende de Manco Cápac et Mama Ocllo, les Incas descendent de Manco Cápac. Plusieurs versions de cette légende en font la création de Viracocha et de Inti, le dieu du soleil, le faisant naître près de Cuzco (légende de Pacaritambo) ou sortir du lac Titicaca avec sa sœur-épouse Mama Ocllo, envoyés par Viracocha, le dieu créateur, pour apporter la civilisation aux hommes après le grand déluge qui avait tout dévasté.
Selon cette dernière version, ils voyagèrent jusqu'à ce que le bâton en or de Manco s'enfonce totalement dans la terre pour leur désigner le lieu où s'établir : la terre de ce lieu serait suffisamment riche pour les accueillir. C'est là qu'ils fondèrent la première ville inca qui deviendra Cuzco, c'est-à-dire le « nombril » en quechua. Manco Capac enseigna alors aux hommes l'agriculture et l'artisanat, et Mama Ocllo enseigna aux femmes l'art du tissage.

#### Origine admise par les scientifiques
À l'heure actuelle, l'origine géographique des premiers Incas reste discutée, l'hypothèse communément admise étant qu'ils provenaient des rives du lac Titicaca, à la frontière du Pérou et de la Bolivie. Le rapprochement est souvent évoqué avec la civilisation méconnue de Tiahuanaco (en Bolivie). Les Incas seraient donc un groupe d'hommes menés par Manco Cápac ; après une migration vers le nord, celui-ci s'allie avec quelques communautés quechuas pour déloger les habitants de la vallée de Cuzco. Ce sont dès lors tous les descendants de  ces premiers colons ainsi que leurs alliés qui sont considérés comme Incas.

#### Hypothèse amazonienne
D'autres sources évoquent une origine amazonienne. La présence des incas en Amazonie est attestée par la découverte de la cité agricole inca de Mameria (en) par deux explorateurs franco-péruviens en 1979, Nicole et Herbert Cartagena, en compagnie du péruvien Goyo Tolédo. L'analyse d'un morceau de charbon trouvé à Mameria, effectuée par Grégory Deyermenjian, donne une datation de 1345 apr. J.-C., avec une plage d'erreur allant de 1240 à 1500 apr. J.-C. Cette datation laisse donc les deux hypothèses ouvertes d'une occupation Inca, ou Huari tardif (empire pré-Inca de culture Quechua). Toute la question est donc de savoir si cette cité de Mameria est antérieure ou postérieure à l'arrivée des Incas dans la vallée du Cuzco.
En parallèle, les ruines récemment trouvées par l'équipe franco-péruvienne Inka LLacta / P.E.P en 2015 montrent une occupation probablement Huari à proximité de Mameria (cordillère du Toporake), dans la vallée Nord-Lacco et dans le parc du Megantoni.
D'autres sources soutiennent l'origine amazonienne des Incas à  partir de certaines parentés linguistiques : 

« [...] certains traits, notamment la langue, laissent penser que les Incas seraient originaires de la forêt amazonienne, et que le groupe conduit par Manco Cápac aurait été composé de plusieurs lignages, unis par des liens de parenté. »

Cependant l’hypothèse amazonienne rentre souvent dans un domaine non-scientifique voir pseudo-scientifique.
Quoi qu'il en soit, l'origine des incas est mêlée au mythe, et ainsi la question reste ouverte.

### Histoire de l'Empire inca

Expansion de l'empire inca

Les Incas arrivent dans la région de Cuzco dans le cadre d'un contexte politique instable. Après la chute des civilisations de Wari et Tiwanaku, les Andes péruviennes sont divisés en plus d'une centaine de groupes ethniques distinctes, en conflit continuel. À leur arrivée dans la région, les Incas ne sont qu'une tribu parmi d'autres dans une confédération locale, occupant dans un premier temps un rang subordonné. Leur position de chefs militaires dans la confédération leur permet de gagner progressivement de l'influence lors des règnes successifs de Sinchi Roca, Lloque Yupanqui, Mayta Capac et Capac Yupanqui. Finalement, à la mort de Capac Yupanqui, Inca Roca s'empare du contrôle de la confédération.
Yahuar Huacac puis Viracocha Inca étendent la domination inca. Néanmoins, le territoire inca ne dépasse pas un rayon de 40 km autour de Cuzco. En 1438, lors d'une guerre avec la tribu voisine des Chancas, Viracocha abandonne la capitale, mais son fils Pachacutec la défend avec succès et défait les Chancas. C'est le début de l'expansion extrêmement rapide de l'empire. Pachacútec envoie son frère Capac Yupanqui conquérir plusieurs seigneuries du Chinchaysuyu, mais ce dernier sera exécuté pour avoir transgressé plusieurs ordres de l’Inca.
Initialement le souverain Inca nomme son fils préféré Amaru comme successeur et co-régent, mais il change plus tard son choix à cause du manque de capacités militaires du jeune Amaru.
Vers la fin de sa vie, c’est son double, Yamqui Yupanqui, qui, dans le cadre de la semi-diarchie Inca, règne de facto sur l’empire. Normalement les doubles, ou yanapac, des empereurs Incas gouvernent sur l’Antisuyu dans un système comparable à la tétrarchie romaine.
Le fils de Pachacutec, Tupac Yupanqui et son fils après lui, Huayna Capac, repoussent les frontières de l'empire du Chili au Sud de la Colombie. L'empire est à son apogée.
En 1532, 180 conquistadors espagnols débarquent et commencent la conquête de l'empire inca. Bien que peu nombreux face aux armées incas de plusieurs dizaines de milliers de soldats, cette conquête est très rapide. Les historiens expliquent cela par une combinaison de plusieurs raisons : la guerre de succession consécutive à la mort de Huayna Capac en 1527, la rapide capture du nouvel empereur Atahualpa, la supériorité militaire des Espagnols, tant par leur armement (chevaux, armures en métal et armes à feu) que par leur stratégie, leur habileté diplomatique à soulever contre l'empire des tribus locales ainsi que l'assimilation, par les Incas, des Espagnols à des dieux annoncés par des prophéties.[réf. nécessaire]
La conquête espagnole s'accompagne de nombreux pillages et de massacres. La colonisation qui s'ensuit engendre une catastrophe démographique majeure : la population de l'empire inca, estimée entre 12 et 15 millions de personnes avant la conquête, est d'environ 600 000 un siècle plus tard. L'exploitation des indigènes et leur manque de défenses immunitaires contre les maladies apportées par les Espagnols en sont les principales raisons.
Prisonnier de Pizarro, Atahualpa lui donna tout son or en échange de sa libération. Pizarro prit l'or mais fit, malgré cet accord, exécuter l'empereur le 29 août 1533.
Les Incas se rebelleront plusieurs fois au cours de cette période, notamment quatre ans après, en 1536, sous le commandement de Manco Capac II. La ville de Vilcabamba devient le centre d'un noyau de résistance inca qui y subsistera jusqu'en 1572. La résistance aura un sursaut aux XVIIe et XVIIIe siècles ; le plus important épisode sera celui de Túpac Amaru II en 1780, toujours avec l’objectif avorté de restaurer l’empire inca.

### Chronologie des souverains incas

#### Empereurs incas

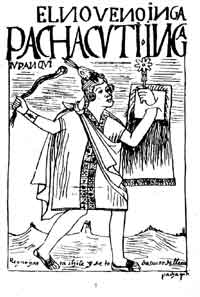
L'empereur Pachacutec maniant la fronde (manuscrit de Guaman Poma).

La liste des empereurs incas s'appelle la capaccuna (en quechua les plus puissants parmi les êtres humains).
Avant Viracocha Inca les empereurs incas sont semi-légendaires et les dates de leurs règnes sont incertaines.
- I- Manco Cápac
- II- ~1230 - ~1260 : Sinchi Roca
- III- ~1260 - ~1290 : Lloque Yupanqui
- IV- ~1290 - ~1320 : Mayta Cápac
- -  ~ 1320 : Tarco Huamán (renversé par un coup d’État)
- V- ~1320 - ~1350 : Cápac Yupanqui
- VI- ~1350 - ~1380 : Inca Roca
- VII- ~1380 - ~1400 : Yáhuar Huácac
- VIII- ~1400 - 1438 : Viracocha Inca
- - 1438 : Inca Urco (co-régent)
- IX- 1438 - 1471 : Pachacutec
- - 1450 - 1455 : Amaru Yupanqui (co-régent)
- X- 1471 - 1493 : Túpac Yupanqui
- XI- 1493 - 1527 : Huayna Cápac
- XII- 1527 - 1532 : Huáscar
- XIII- 1532 - 1533 : Atahualpa

#### Rois de Vilcabamba
Entre 1533 et 1572 une partie des fils de Huayna Capac se révolte contre les Espagnols et se réfugie dans la région de Vilcabamba. Leur emprise territoriale reste localisée aux alentours de ce centre de résistance.
- 1533 - 1533 : Topa Hualpa
- 1533 - 1545 : Manco Capac II
- 1545 - 1560 : Sayri Tupac
- 1560 - 1571 : Titu Kusi Yupanqui
- 1571 - 1572 : Túpac Amaru

## Société et politique

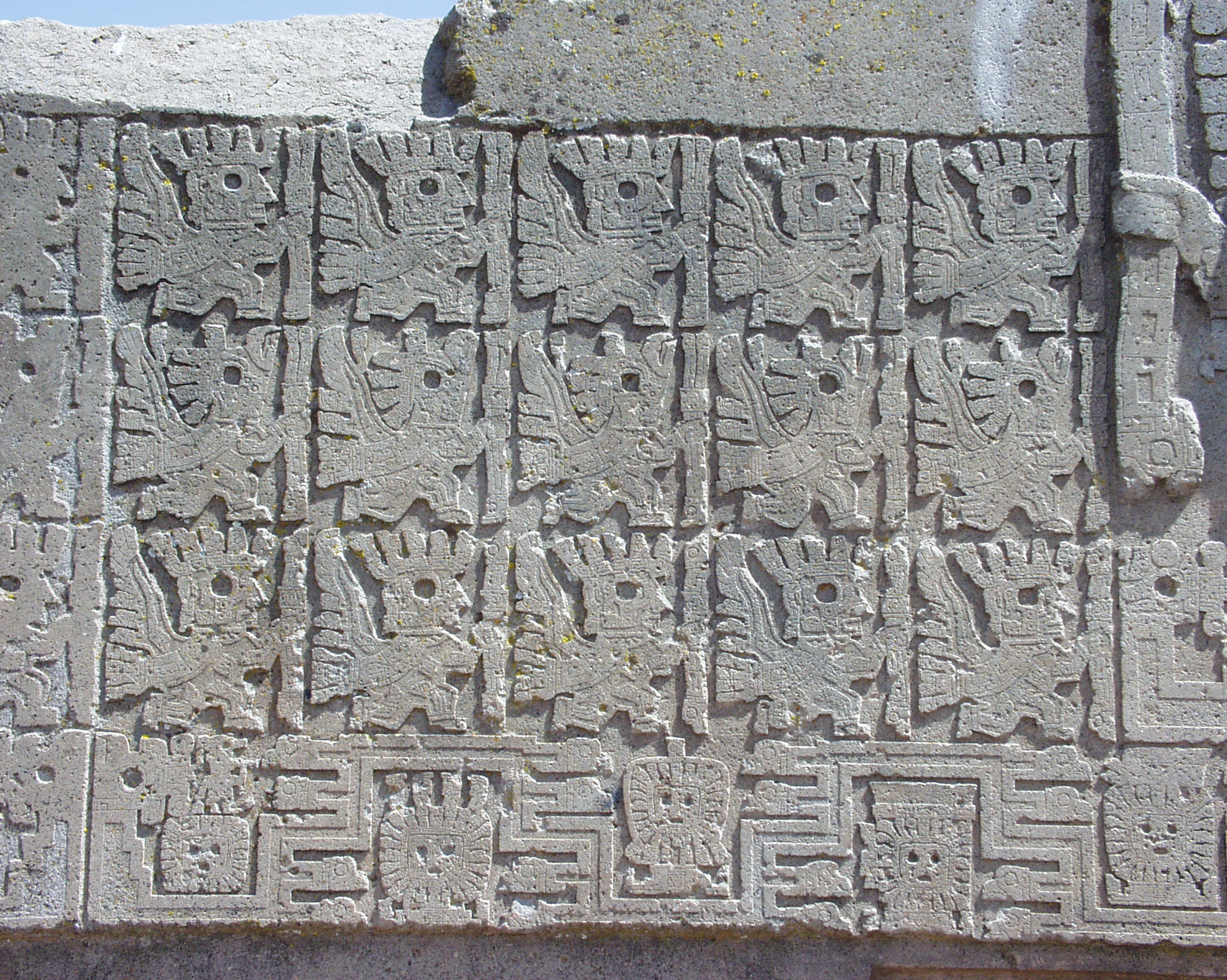
Porte du Soleil, Tiahuanaco, Bolivie

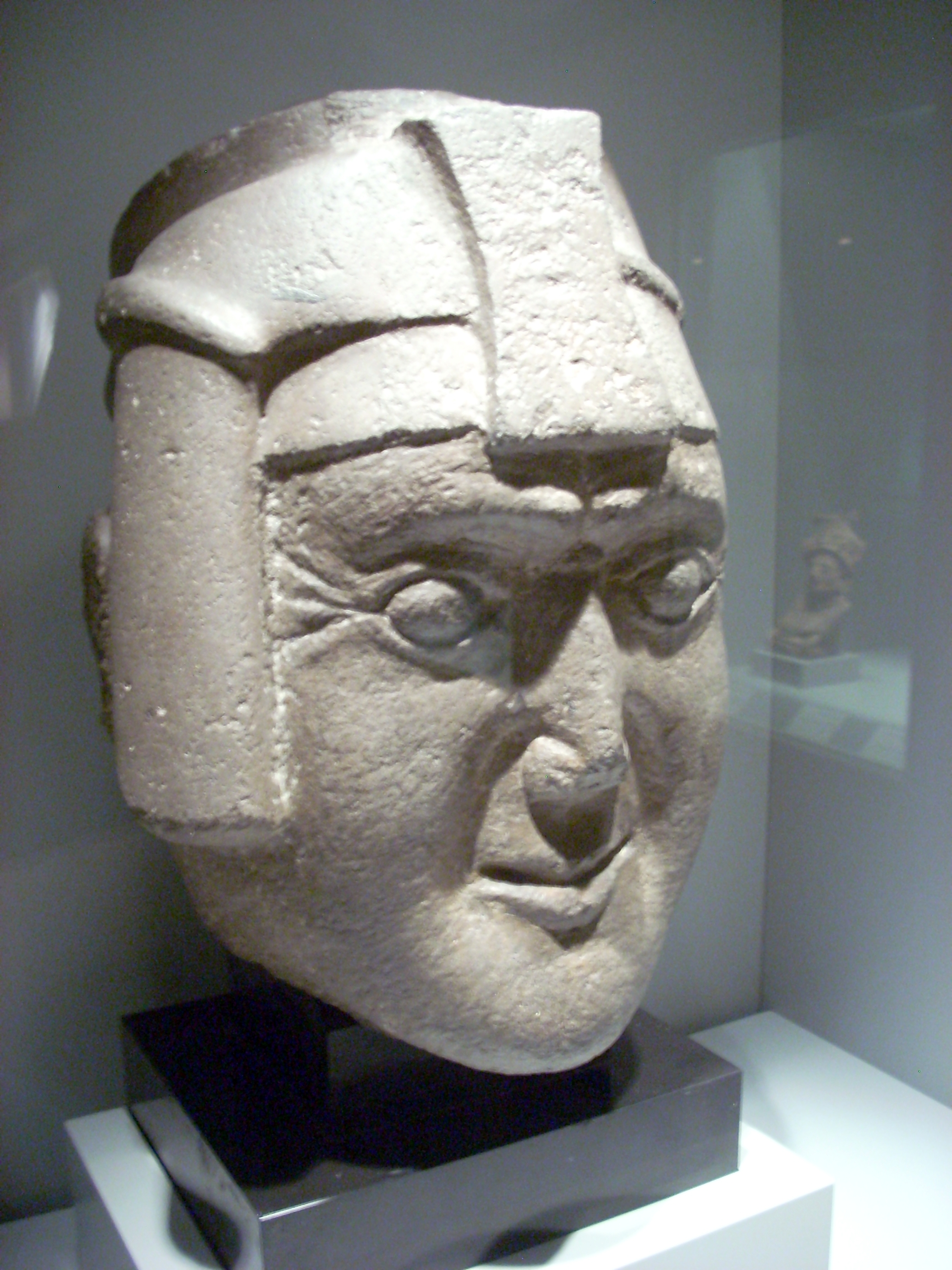
Tête de Viracocha

### Répartition de la population
Après avoir formé pendant des siècles une puissance locale, quoiqu'en expansion régulière, les Incas rêvèrent d'un plus grand royaume. Ils allaient conquérir 780 000 km2 en quelques générations. Vers 1400, ayant soumis leurs voisins, les rois incas mènent leurs premières conquêtes en dehors de la région de Cuzco. Vers 1470, poussant vers la côte, les Incas défont l'Empire chimu et emmènent avec eux de nombreux artisans de la puissance vaincue. Vers 1500, se tournant vers le sud, les Incas s'emparent d'un vaste territoire s'étendant jusqu'aux limites de la Patagonie. Vers 1532, lors d'une offensive finale le long des pentes orientales des Andes, les Incas pénètrent plus avant à l'intérieur du bassin de l'Amazone[Quoi ?].

### Organisation politique et administrative
Le Sapa Inca, chef suprême de l'empire, est avant tout un guerrier, et c'est un rapport très personnel qui le lie aux chefs locaux des tribus conquises. Ces relations sont souvent à établir à nouveau lors de chaque succession, ce qui amène parfois des guerres de reconquête.
Ces liens ont une importance capitale dans la gestion des provinces côtières et altiplanienne : au contraire des provinces andines, les Incas n'y créent ni villes ni administration. Ces provinces en sont par ailleurs souvent déjà pourvues par héritage des civilisations précédentes. Les Incas se contentent de gouverner à distance en maintenant les élites locales.
Dans les Andes au nord du Cuzco, par contre, les Incas créent de véritables capitales provinciales. Si les liens personnels entre les chefs locaux et le Sapa Inca restent importants, une administration impériale est établie en parallèle. À la tête de ces provinces sont nommés des gouverneurs de province (tukriquq) représentant l'empereur localement. Ces gouverneurs sont entourés de fonctionnaires kipukamayoq qui procèdent au recensement de la population à l'aide des kipus. Le recensement revêt un rôle particulièrement important dans un État où les seuls tributs versés le sont sous forme de corvées.

### Organisation sociale

#### Classes sociales
La hiérarchie dans l'empire inca reprend l'organisation traditionnelle des communautés andines. L'Inca est à la fois chef de son clan et souverain de tout l'empire. L'organisation communautaire est à la base de la structure de l'empire. Dans de nombreux cas, l'Inca conquérant veille à ne pas bousculer l'organisation traditionnelle des populations à assimiler et laisse en place les autorités traditionnelles et leur confie des instructeurs du clan inca pour les informer des lois de l'empire et les instruire dans la religion officielle. Ces autorités locales étaient donc encadrées et rendaient compte à des supérieurs hiérarchiques qui tous étaient membres du clan Inca.
D'une manière générale, il existait trois classes : la classe laborieuse constituée des paysans et artisans, la classe de gouvernance locale et, au sommet, la classe dirigeante de souche inca qui tenait les rênes de l'empire. Cette classe dirigeante était organisée comme un clan ordinaire dont les membres étaient appelés aux plus hautes fonctions au sein de l'empire, qu'elles soient religieuses, militaires ou administratives.
Cette société était donc fondée sur un système de castes et on ne pouvait que très difficilement et exceptionnellement changer de rang. Un individu de la classe laborieuse pouvait accéder à la classe dirigeante à la suite d'un exploit militaire ou grâce à quelque autre mérite. Il arrivait, dans un but politique, que des dirigeants coopératifs de peuples vaincus obtiennent des postes à responsabilités, souvent celui de Kurakas.

#### Structure sociale

##### Famille
Le groupe social de base est formé par la famille constituée des parents et des enfants célibataires. L'homme travaille aux champs, et pratique éventuellement de l'artisanat, tandis que la femme s'occupe de la cuisine et de l'entretien de la maison. L'entraide entre familles est très fréquente, notamment au moment des récoltes. Les personnes invalides sont généralement soutenues par l'ensemble de la communauté.

##### Ayllu
Les peuples des Andes sont répartis dans de nombreux villages situés sur des hauteurs. L'ensemble des familles, la plupart du temps liées par le sang, qui habitent un village forme un ayllu. Un chef (kuraka) dirige l'ayllu répartit les travaux collectifs et les terres. L'ayllu possède en effet des terres agricoles, distribuées par lots, ainsi que des pâturages, d'accès collectif.
Les ayllus possèdent précisément un terroir, ou village, appelé marka. Géographiquement, chaque unité socio-territoriale est organisée selon deux axes perpendiculaires imaginaires, séparant la terre en quatre parties, deux « hautes », (hanan) et deux « basses » (hurin).

##### Chefferie
Les ayllus sont organisés en chefferies, ou Llacta, regroupant plusieurs ayllus sous la domination de l'un d'entre eux. Les ayllus dépendants doivent verser un tribut de corvées à l'ayllu dominant. En échange, ce dernier doit maintenir des réserves pour pallier les mauvaises récoltes et subvenir à l'entretien des pauvres.
Des chefferies forment à leur tour des groupes sous la domination de l'une d'entre elles. L'empire inca s'inscrit dans le même schéma, l'empereur étant le chef du groupe de chefferies constitutif de l'empire.

### Contrôle de la population

#### Intégration des populations conquises
Les conquêtes se faisaient soit pacifiquement, et alors les souverains conquis conservaient un certain pouvoir, soit par armes, et le peuple vaincu était en partie déplacé dans une région solidement acquise aux Incas et qui lui était souvent totalement étrangère. Des peuples soumis de longue date à l'empire venaient alors repeupler leurs terres. Ces déplacements de population furent très importants, notamment sous Tupa Yupanki et Huana Kapac.

### Éducation
À la différence des Mayas, les Incas ne disposaient pas de système d'écriture proprement dit. Mais les quipus (voir ci-dessous la section consacrée à La question de l'« écriture » inca) constituaient une mémoire complexe d'informations de natures diverses dans l'Empire, et leur maîtrise nécessitait plusieurs années d'étude, se poursuivant toute la vie, un peu comme chez les scribes de l'Égypte antique : 

« Le même manuscrit nous informe que l'interprétation des quipus [juridiques, indiquant "les peines prescrites pour chaque crime"] était une véritable science, nécessitant des études prolongées : [lors des séances du "Conseil des douze membres", le tribunal suprême de l'Empire], "pour savoir ce que disaient les lois, deux Indiens étaient choisis, ils ne quittaient jamais les quipus et ne cessaient de les étudier. Ils expliquaient la signification de toute chose et les études de ce genre se poursuivaient sans arrêt. La connaissance de ces questions pouvait se transmettre de génération en génération, car on sélectionnait de très jeunes garçons pour leur inculquer la science de toutes ces choses". Rafaël Karsten. »

### Vie quotidienne (mode de vie)

#### Étapes de la vie
La vie des Incas est rythmée par quatre étapes principales. La première s'effectue vers deux ans : on fête le passage du bébé au statut d'enfant en effectuant la cérémonie de la première coupe de cheveux, que l'on garde ensuite précieusement.
La deuxième constitue le passage de l'enfance à l'âge adulte, vers 14 ou 15 ans. Pour les garçons, le rite de passage qui y est associé est appelé warachikuy, la "mise du pagne", et comporte un jeûne et une série d'épreuves physiques. À cette occasion, on leur perce les oreilles pour y insérer les boucles propres à l'ethnie inca, on leur remet un pagne et on leur donne un nouveau nom. Le rituel féminin, le k'ikuchikuy, "première menstruation", est plus simple et comportait également une phase de jeûne.
La troisième étape est celle du mariage, entre 20 et 25 ans pour les hommes et 16 à 20 ans pour les femmes. Le couple s'établit dans une nouvelle maison et bénéficie alors de tous les droits et devoirs. Parmi ces obligations se trouve notamment celle de participer aux corvées collectives.
Enfin, lors de la mort, les défunts sont placés dans des tours funéraires ou des abris rocheux plus simples. Ils sont parés de leurs plus beaux atours et de leurs outils du quotidien afin d'assurer leur subsistance dans l'au-delà.

#### Habitat

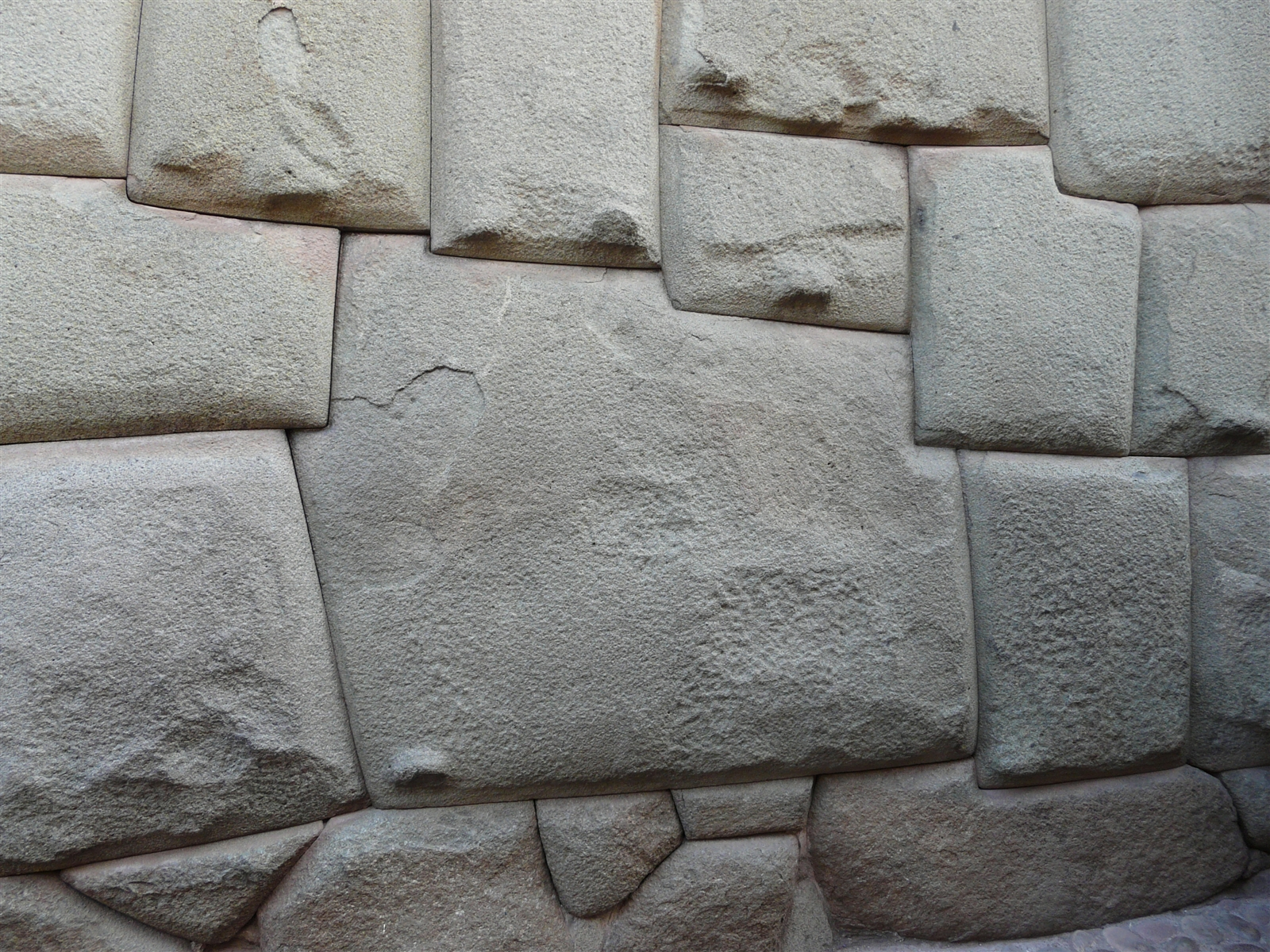
Le « style inca » d'encastrement de gros blocs de pierre est la plupart du temps réservé aux temples et palais. Ici l'on voit Hatun rumiyoc (« la plus grande pierre » en quechua, la fameuse « pierre aux douze angles » dans la rue du même nom au Cuzco. Elle fait partie du mur de l'Archevêché qui est en fait l'ancien palais du VIe empereur Inca Roca.

Dans la plupart des cas, les Incas conservent les structures d'habitation des territoires conquis.
Dans les terres hautes, ils construisent des capitales provinciales, mais la plupart des habitants habitent des villages de quelques centaines d'habitants. Chaque foyer y possède une cour bordée d'un muret en pierre dans laquelle se trouve un ou plusieurs bâtiments circulaires de 3 à 6 m de diamètre. Parmi ces bâtiments, il peut y avoir une cuisine, des chambres, des entrepôts... Les murs sont de pierre non taillée ou d'adobe, et les toits de chaume.
Sur la côte, les maisons populaires sont en roseau et celles de l'aristocratie en pisé.
Le bois étant rare, tant dans la montagne que sur la côte, les Incas n'ont pas de mobilier. La vaisselle est posée à même le sol et on mange par terre.

#### Alimentation

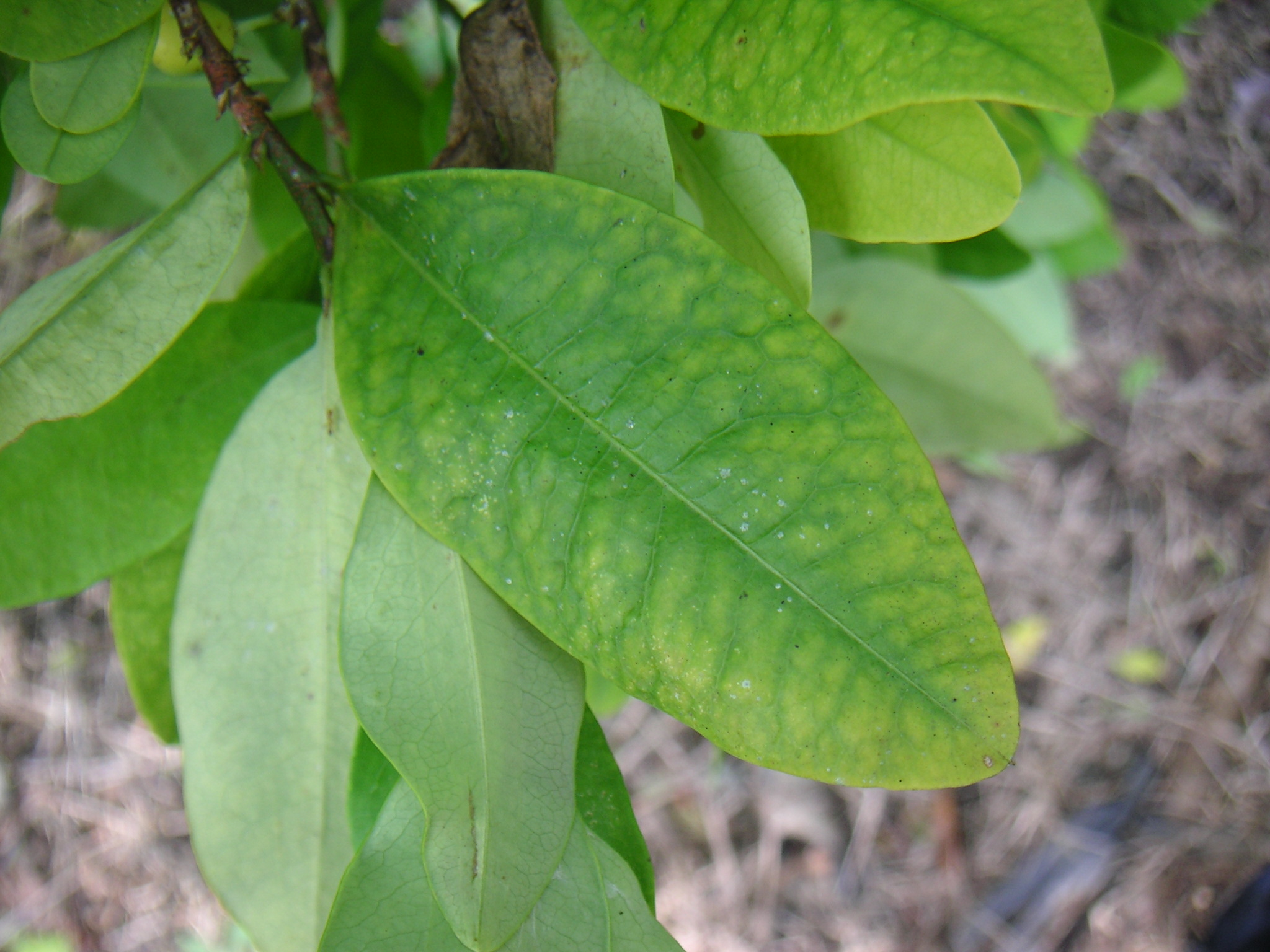
Feuille de coca

Les paysans incas, comme leurs descendants péruviens actuels, prennent deux repas par jour (vers 8h et 16 ou 17h) et une légère collation vers midi. Il est la grande majorité du temps végétarien et composé de plantes et légumes bouillis dans une marmite. La viande, du lama ou de l'alpaga séché ou du cochon d'Inde rôti, est réservée aux jours de fêtes. Néanmoins, sur la côte, les poissons sont très consommés.
Le légume de base est la pomme de terre, qui peut être conservée pendant plus de cinq ans grâce à un processus de conservation complexe (qui comprend notamment l'exposition au gel et l'écrasement). Le maïs est également l'un des aliments de base, mais en plus grande quantité sur la côte que dans les Andes. Il est souvent utilisé pour produire de la bière légèrement alcoolisée.
Enfin, ils mastiquent des feuilles de coca pour ses vertus médicinales et son effet « coupe-faim ».

#### Vêtements

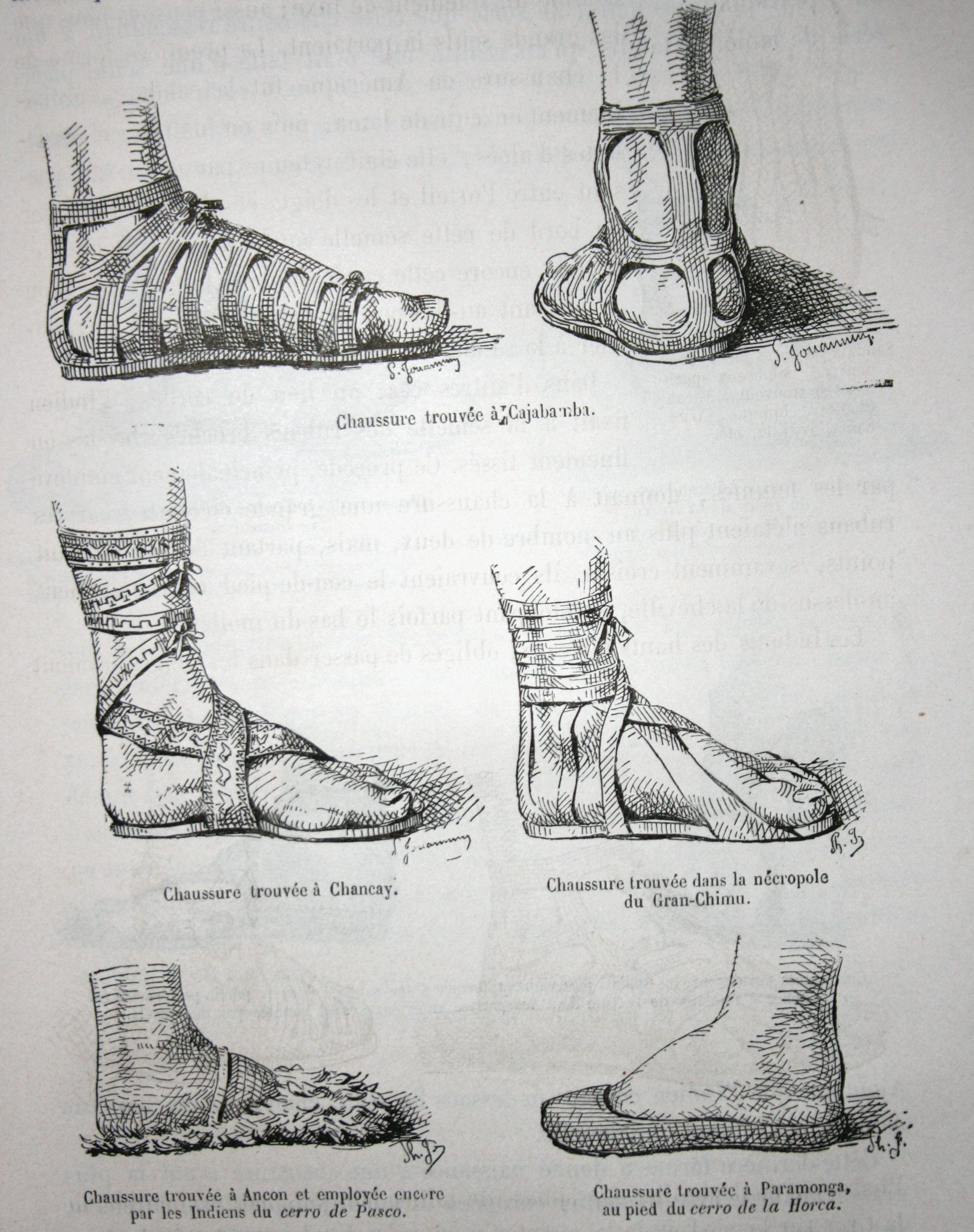
Sandales péruviennes, retrouvées sur des momies

Les paysans incas portent tous des vêtements assez semblables. Il s'agit, pour les hommes, d'un pagne et d'une tunique sans manches auxquels on ajoute une cape lorsque les conditions climatiques ou cérémonielles l'exigent.
Les femmes portent une robe et une cape. Leur robe est constituée d'un simple morceau de tissu rectangulaire, enroulé autour d'elles et maintenu par une ceinture et deux fibules circulaires au niveau des épaules. La cape est accrochée via une épingle ou un nœud sur le devant. Leurs cheveux sont ceints d'un bandeau et elles portent généralement un voile léger pour s'abriter du soleil.
Les vêtements sont généralement noirs ou marron dans les hautes terres où ils sont faits de laine, et blancs sur la côte où le coton est principalement utilisé. Ils sont la plupart du temps faits d'une seule pièce, et non pas composés de différents morceaux cousus .
Les vêtements étant assez comparables partout dans les Andes, les différences sociales s'expriment principalement au niveau de la qualité du tissu employé pour leur confection. Mais la coiffure masculine est également un autre moyen de différenciation : l'élite porte des cheveux très longs, alors que le peuple se rase court.
Les deux sexes portent aux pieds des sandales ou des mocassins. Ils arborent également des bijoux : les hommes portent notamment des ornements d'oreille cylindriques qui leur déforment les lobes, d'où leur surnom d'orejones ("oreillards") que leur donnent les Espagnols. Les femmes portent plutôt des colliers et des fibules.

#### Jeux et divertissements
Le quotidien des paysans ne comporte que peu de divertissements, hormis ceux liés au travail en commun et aux cérémonies qui sont des occasions de fêtes. Le travail en commun s'effectue en chantant et il est généralement accompagné d'un bon repas et de bière de maïs. De grandes battues sont organisées par le Sapa Inca tous les quatre ans ; elles sont également l'occasion de festoyer et de consommer de la viande. Les cérémonies en l'honneur d'une divinité ou d'un haut personnage sont l'occasion de danser et de jouer de la musique.
Peu de jeux incas sont parvenus jusqu'à nous, mais la plupart des chroniqueurs rapportent l'existence d'un jeu de dé, la pichqa ("cinq" en quechua). Le dé pyramidal à cinq faces utilisé dans ce jeu servait aussi comme instrument de divination.

## Religion
La colonisation espagnole et l'évangélisation catholique ont rapidement fait décliner les religions des Incas. Si certaines formes subsistent aujourd'hui notamment sous forme d'animisme, la plupart des informations que l'on possède à ce propos sont issues de témoignages indirects, plus ou moins biaisés. On possède par ailleurs très peu d'informations sur le système religieux en dehors des Andes, les populations ayant rapidement décliné avant même l'évangélisation.
En plus de la volonté d'imposer une religion d'état, l'héritage des civilisations précédentes et une longue histoire d'échanges et d'influence permettent aux populations andines une certaine unité religieuse. Certaines divinités sont ainsi communes à différents peuples, mais portent des noms différents.

### Cultes et éléments du dogme

#### Culte des ancêtres
Les ancêtres occupent une place particulière dans les religions andines. Le fondateur d'un lignage est ainsi révéré, notamment pour avoir donné des terres à son ayllu . Ces fondateurs sont souvent semi-légendaires, ayant accompli des actes surnaturels et n'ayant pas de géniteurs humains. C'est le cas pour ceux de la tribu inca.
Les corps des défunts sont conservés, non pas embaumés mais laissés à se dessécher au vent sec des montagnes. Des offrandes leur sont faites et ils sont promenés lors des cérémonies.

#### Culte desHuacas
(Voir notamment la section :  Culte rendu aux Huacas)
Si les Incas imposent le culte du Soleil, ils interdisent rarement l'exercice des croyances animistes préexistantes. Ainsi la plupart des peuples de l'empire, ainsi que les Incas eux-mêmes, accordent une grande importance à des fétiches (huacas). En Quechua, le terme huaca peut désigner tout ce qui sort de l'ordinaire ; par extension, il désigne tout ce qui est susceptible de faire l'objet d'un culte dans le contexte animiste. Les huacas peuvent ainsi être des objets naturels (comme une montagne ou un rocher) ou artificiels (comme un bâtiment) auxquels on prête une puissance surnaturelle.
Il existe des huacas partout sur le territoire inca, et on estime à plus de cinq cents leur nombre à Cuzco et ses environs. Ils reçoivent de nombreuses offrandes et on cherche à communiquer avec eux pour obtenir de l'aide ou des conseils[réf. nécessaire].

#### Culte du Soleil et des astres
Dans les Andes, de nombreuses communautés se réclamaient originaires ou descendantes de tel lieu sacré, de telle étoile ou de tel animal. Les empereurs, descendants directs de Manco Cápac, sont appelés Sapa Inca (littéralement "inca unique"; ou encore Intip churin: "fils du soleil", titre adopté par le neuvième empereur Pachacutec). Ils sont vénérés comme des demi-dieux fils du soleil (Inti ou Tahuantinsuyu en quechua). L'inca roi donnait la loi d'une manière absolue, car il la recevait du Soleil, son père, et ne se trompait jamais; il résidait à Cuzco et transmettait directement ses ordres aux quatre incas, vice-rois des quatre parties de l'empire. Dans chacune de ces parties se trouvaient trois conseils: un pour la guerre, un pour la justice, un pour l'administration économique. Pour leurs contemporains, les victoires militaires et la politique éclairée des souverains incas semblent confirmer cette origine merveilleuse. Les Incas imposent donc le culte du soleil comme culte officiel dans l'empire, mais l'idole solaire côtoie la myriade de divinités adorées dans l'empire. Il ne s'agit pas pour autant d'un culte monothéiste mais plutôt d'un animisme d'État.
Pour instituer le culte, les Incas bâtissent des temples dédiés principalement au soleil. Le plus célèbre de tous est le Coricancha (enclos d'or en quechua), le temple du Soleil de Cuzco.

#### Adoration d'autres divinités
Parallèlement au culte du soleil, les Incas reconnaissaient et adoraient plusieurs autres divinités. Le plus important d'entre eux est Viracocha, un dieu agricole responsable notamment de l'aménagement du sol – les techniques d'irrigation revêtant une importance particulière pour les peuples andins. Le lien entre Viracocha et Inti, le soleil, n'est pas clairement établi. La subordination de l'un à l'autre est floue et dans certaines légendes ils semblent même interchangeables. Après Viracocha, les Incas révéraient également l'Éclair, Inti Illapa le dieu du ciel, du tonnerre et de la foudre.
L'Empire inca se composant d'une mosaïque de peuples qui n'ont pas forcément été détruits ou réduits en esclavage, certains cultes locaux ont pu perdurer sans pour autant que le peuple originaire de Cuzco ne les adopte. Le culte de Pachacamac en est un exemple : c'est un dieu de la côte centrale du Pérou dont les origines sont incertaines, mais dont le culte était en tout cas antérieur à celui de Viracocha. Le plus grand temple connu consacré à ce dieu s'appelle lui-même Pachacamac et remonte à l'époque de la culture Lima. Le culte serait probablement apparu entre l'an 300 et l'an 600. C'est cependant avec la culture Ishmay, civilisation locale qui se situait entre les fleuves Rimac et Lurin (1000-1450 apr. J.-C.), que le site de Pachacamac connaît son apogée[réf. nécessaire].

#### Divination
La divination tenait une place prépondérante dans la civilisation inca. Avant chaque action d'importance, on y faisait appel et rien d'important ne pouvait être entrepris sans avoir consulté les auspices. La divination était utilisée aussi bien pour prédire le déroulement des batailles que pour punir un crime.
Il existait plusieurs méthodes : on pouvait observer des araignées se déplacer ou analyser la disposition que les feuilles de coca prennent sur une assiette plate. Des prophéties pouvaient être faites à partir de l'étude des entrailles d'animaux sacrifiés, et notamment les poumons de lamas.

### Clergé

#### Prêtres
Les prêtres vivaient dans tous les temples et autres sanctuaires religieux importants. Ils remplissaient les fonctions de devins, sorciers, et médecins. Le titre de prêtre en chef à Cuzco était Villac Umu, souverain pontife de la partie basse (hurin) de la capitale. Marié, il était souvent un proche parent de l'Inca et son autorité était en concurrence avec ce dernier.

#### Femmes choisies
Les « femmes choisies », appelées aclla (« vestales » ou pour les Espagnols « vierges du Soleil »), forment une institution à part entière. Choisies dès leur plus jeune âge, elles suivent une éducation particulière. Elles peuvent ensuite être choisies par le Sapa Inca comme concubines, ou données à de hauts fonctionnaires, ou même sacrifiées. Elles préparent les aliments cérémoniels et confectionnent des vêtements portés par l'Inca et les prêtres.

### Rites et manifestations religieuses

#### Offrandes et sacrifices
Les sacrifices et offrandes étaient quotidiens, dédiés aux dieux ou aux huacas.

#### Sacrifices animaux
À chaque occasion importante, on offrait un sacrifice. L'animal le plus utilisé était un lama, le choix des animaux sacrifiés étant soumis à des règles précises sur la couleur de la fourrure.

#### Sacrifices humains

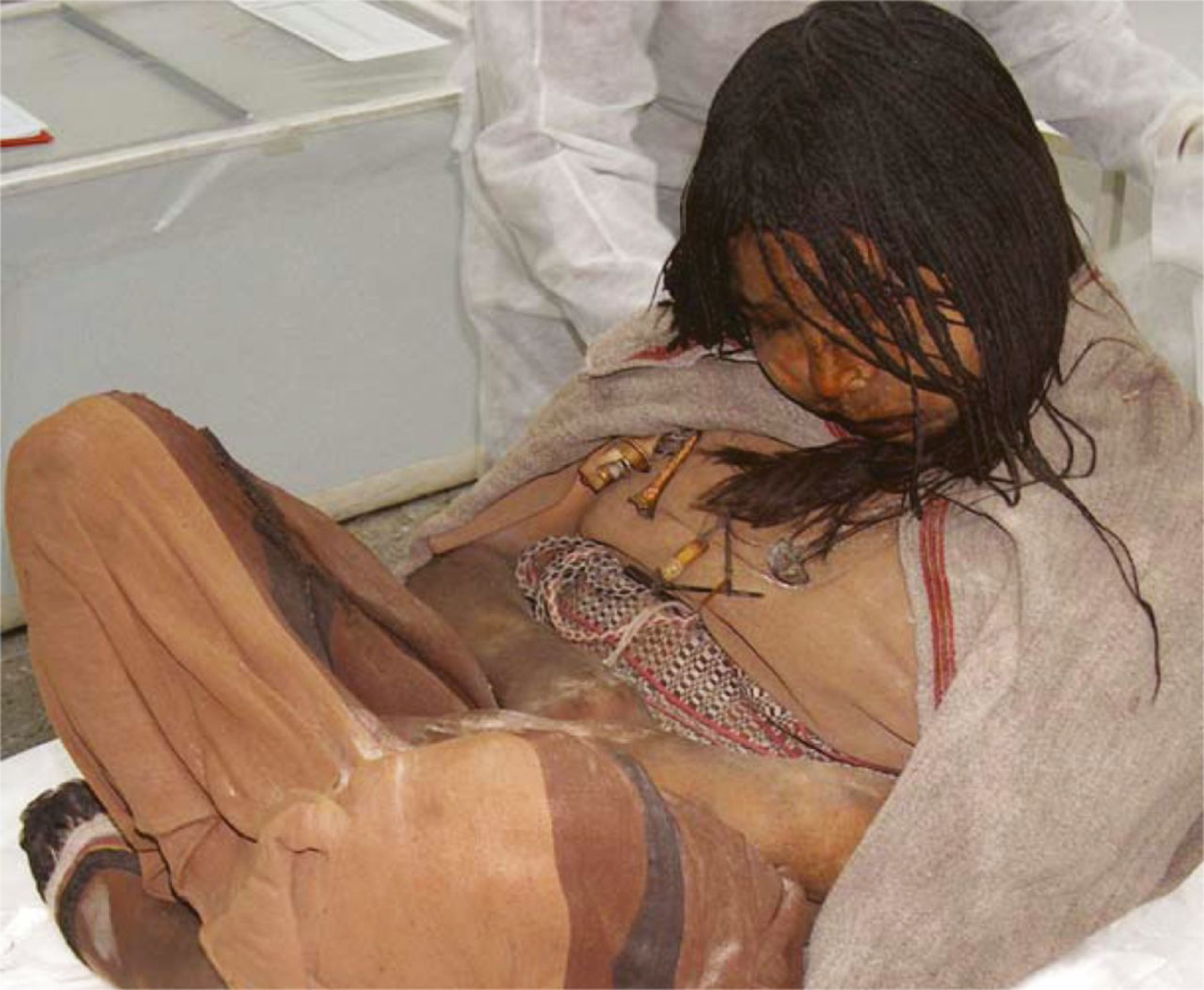
"La Doncella" [la Demoiselle], autre jeune fille d'une quinzaine d'années, est l'une des trois momies incas trouvées en mars 1999 au sommet du très haut volcan Llullaillaco (6739 m), au nord-ouest de l'Argentine, Province de Salta. Connus sous le nom des Enfants du Llullaillaco, ils furent sacrifiés dans le cadre du rite, rare mais cyclique, de la Capacocha. Ils sont conservés au Musée archéologique de haute montagne de Salta.

Les sacrifices humains étaient relativement rares (à la différence des civilisations mésoaméricaines comme chez les mayas et les aztèques), et ne se faisaient que lors de périodes de grands changements ou de grands troubles, comme lors de l'avènement d'un nouvel Inca, ou lorsque l'Inca était malade, par exemple, et encore s'il mourait, ou encore lors de catastrophes naturelles (tremblement de terre, éruption volcanique...), risques de calamités (famine, épidémie, guerre) ou éclipses de lune, de soleil. L'objectif était alors d'apaiser le ou les dieux irrités, dans une démarche rituelle d'expiation, ou dans une logique substitutive (une jeune victime est offerte pour régénérer les forces du Sapa Inca malade). Ou bien il s'agissait « d'accroître le pouvoir surnaturel de divinités essentiellement propices et bienfaitrices de l'humanité », ou encore « d'assurer des récoltes abondantes ».
Les personnes, homme, femme ou enfant, offertes en sacrifice devaient être en bonne condition physique et de parfaite constitution. À la différence des civilisations maya et aztèque, où les sacrifiés étaient le plus souvent des esclaves ou des prisonniers de guerre, chez les incas ils appartenaient à la bonne société cuzquénienne ou à la noblesse des provinces conquises ; sélectionnés pour leur perfection physique parmi les classes dominantes, ils étaient amenés jusqu’à Cuzco et reçus par l’Inca, puis acheminés jusqu’au lieu du sacrifice : « les enfants que les provinces livraient aux sanctuaires impériaux pour y être immolés, faisaient partie du tribut auquel elles étaient astreintes ». De même, parmi les jeunes filles choisies dans chaque province pour être femmes choisies (aclla-cuna), une partie était destinée à être sacrifiée. Comme le précise l’anthropologue Gabriela Recagno :

« N’oublions pas qu’il s’agissait d’un système politique de domination. Dans les régions assujetties se déplaçait un représentant de l’Inca avec un enfant qui allait se transformer en un dieu  : pour eux, il ne mourrait pas et allait pouvoir surveiller tout ce territoire du haut de la montagne. Il devenait un gardien du territoire, un être divinisé. Un système très bien rodé pour, à travers la religion et la peur, exercer une politique de domination par les sacrifices. »

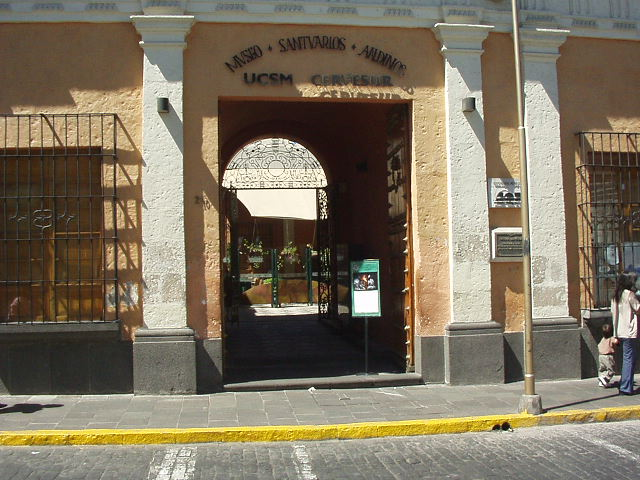
Le musée Santuarios andinos, à Arequipa (sud-Pérou), où repose la momie congelée de Juanita "la petite princesse des glaces".

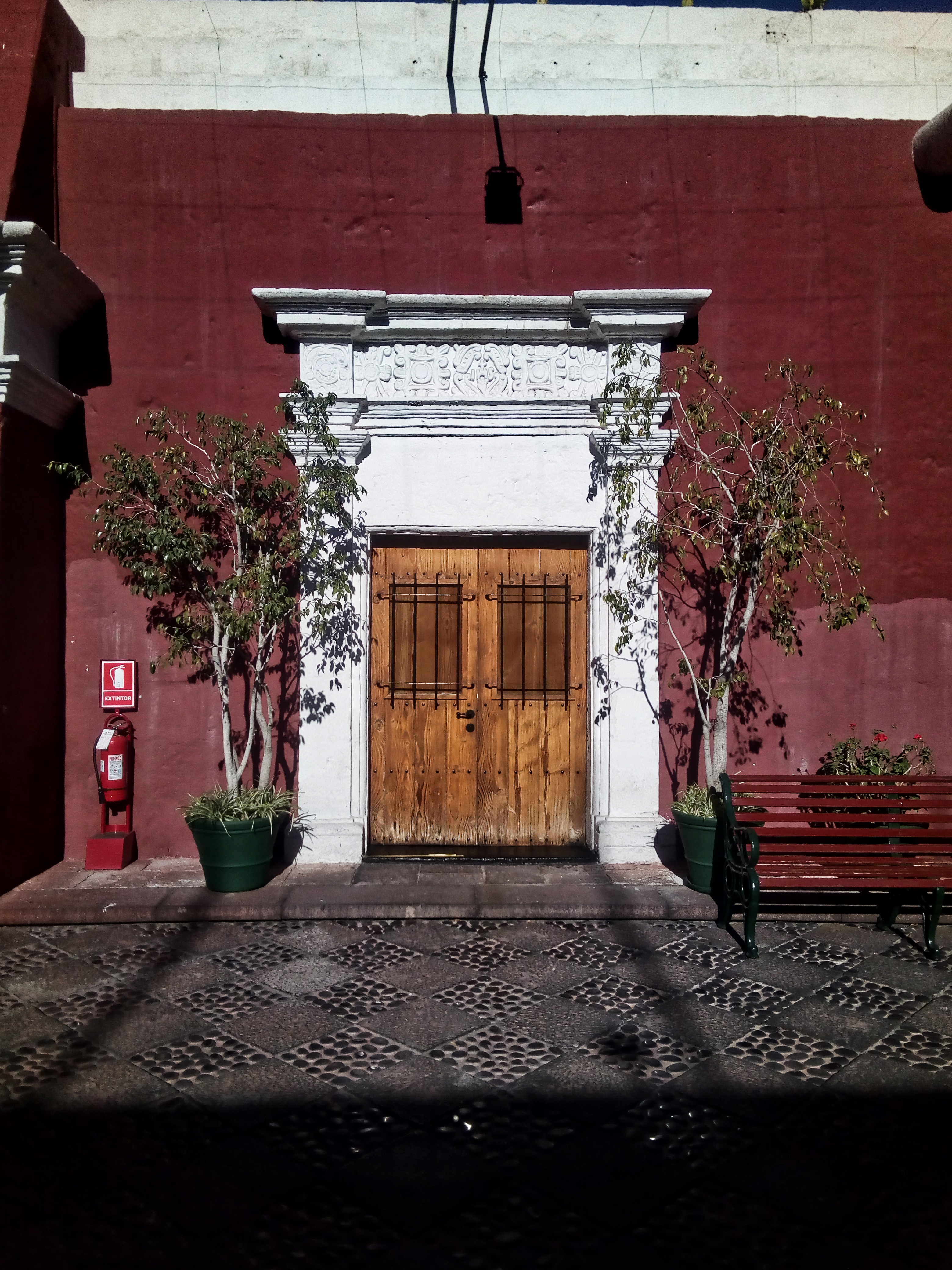
Entrée du musée Santuarios andinos.

Pendant le voyage, et en attendant le sacrifice, les futures victimes étaient donc très bien traitées, comme des dieux vivants. Avant la mise à mort, durant une période plus ou moins longue, le sacrifié buvait de la chicha (un alcool de maïs parfois très fort) pour atténuer la perception de ses sens. Après avoir été profondément sédaté, dans de nombreux cas, il était ensuite enterré vivant. Pour Gabriela Recagno, dans d'autres cas, au sommet, les enfants (par ailleurs épuisés par une marche de 1 600 kilomètres, engourdis par le froid, l'alcool ou d'autres drogues) s’endormaient sous l’effet de la basse pression jusqu’à mourir d’hypothermie. Dans le cas de Juanita, il semble que la jeune fille, affaiblie par la montée, et elle aussi anesthésiée par le froid, la chicha et les feuilles de coca, ait été achevée par un violent coup sur la tête. Pour honorer la jeune victime, les prêtres conduisaient des cérémonies qui l'accompagnaient tandis que son esprit quittait la terre.
C'est en effet ce type de rite qui fut par exemple utilisé pour calmer les dieux, lors d'une éruption volcanique à Arequipa il y a plus de 500 ans : cette jeune fille de douze ou treize ans, surnommée Juanita par les archéologues l'ayant retrouvée, fut sacrifiée au sommet du volcan Ampato. Elle appartenait à la haute noblesse de Cuzco comme en témoigne la richesse de ses parures. Un cortège cérémonial partit de Cuzco pour rejoindre Arequipa dans le seul but de ce sacrifice. Préservés par la glace, la jeune fille et les objets qui l'accompagnaient furent retrouvés presque intacts en 1995 et reposent désormais au musée Santuarios Andinos [sanctuaires andins] d'Arequipa,.
Le même genre de rites est attesté dans d'autres sociétés précolombiennes d'Amérique du Sud, mais ne peut être comparé aux sacrifices de masse aztèques.

#### Fêtes et cérémonies religieuses

##### Inti raymi
La principale fête de l'empire était l'Inti Raymi (ou fête du soleil en quechua). Elle se déroulait le 21 juin, solstice d'hiver et jour le plus court dans l'hémisphère sud.

##### Décès de l'inca
Pour escorter l'Inca dans son voyage dans l'autre monde, deux de ses femmes, un serviteur et un guerrier étaient sacrifiés le jour de sa mort. Prétendument volontaires, ils étaient choisis dès leur plus jeune âge et enterrés vivants. Le corps de l'Inca, embaumé, était placé face au temple du soleil à Cuzco. Les obsèques duraient une année, pendant laquelle la population revêtait les insignes de l'Inca et chantait ses louanges, de façon continue le premier mois, puis tous les quinze jours, à chaque pleine et nouvelle lune.

### Sanctuaires

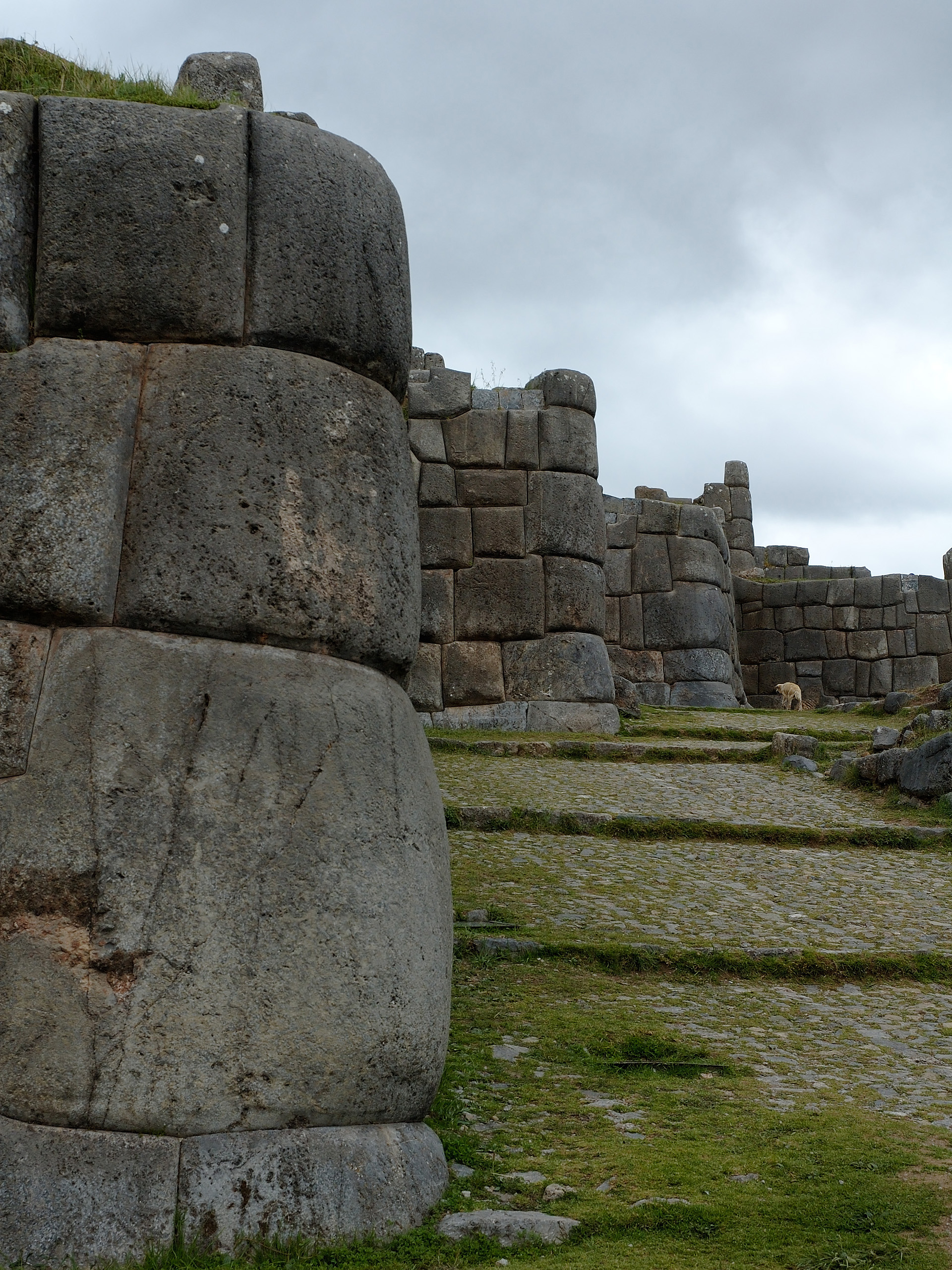
Forteresse de Sacsayhuaman surplombant Cuzco

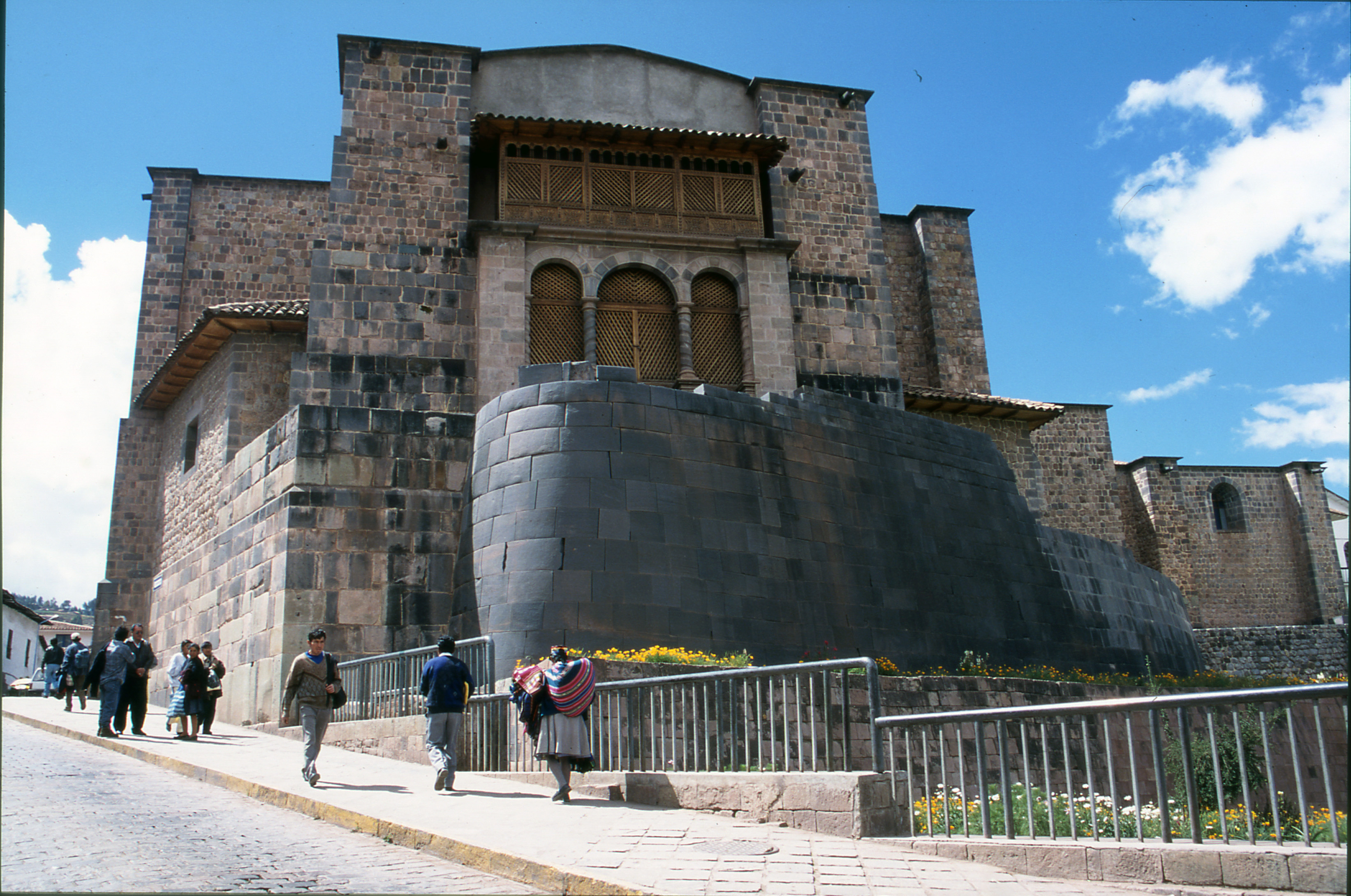
Le Coricancha ou Temple du Soleil à Cuzco : on distingue ici nettement les fondations et la base des murs incaïques au-dessus desquels les espagnols ont bâti l’église du couvent Santo Domingo entre 1534 et 1633, après avoir pillé et quasiment rasé le temple des Incas.

#### Temples du soleil
En signe d'allégeance ou de véritable vénération, les peuples soumis par les Incas bâtissent dans leurs provinces de nombreux lieux de culte au soleil. Certains sont encore visibles de nos jours et témoignent de l'extension géographique du culte. Au Pérou se trouvent ainsi le temple de Coricancha à Cuzco, le temple Vilcashuaman et celui de Huascarán. En Bolivie, un temple du Soleil avait aussi été érigé sur l'Isla del Sol du lac Titicaca. À Caranqui, Équateur, se trouve un temple qui autrefois contenait des jarres pleines d'or et d'argent.

#### Coricancha
Le temple du Soleil de Cuzco ou Coricancha, était le principal temple de l'empire. S'il était d'abord dédié au soleil, il servait aussi de lieu de culte à d'autres entités divines comme Mama Quilla, la Lune, et Illapa, divinité de la foudre, de l'éclair et du tonnerre.
Véritable saint des saints de l'empire, ce temple n'a pas subsisté aux ravages de la conquête. Il n'en reste aujourd'hui que quelques descriptions ainsi que quelques murs témoins de la splendeur de l'ouvrage. Il fut construit avec des pierres de taille s'ajustant parfaitement, sans ciment. Sa circonférence faisait plus de 365 mètres. À l'intérieur du temple trônait, entre autres trésors, un disque d'or représentant le Soleil ainsi qu'une représentation du panthéon Inca. Il s'y trouvait également un jardin sacré où tous les éléments de la nature étaient représentés sous la forme de statuettes entièrement en or, métal symbolique du soleil.

## Activités économiques

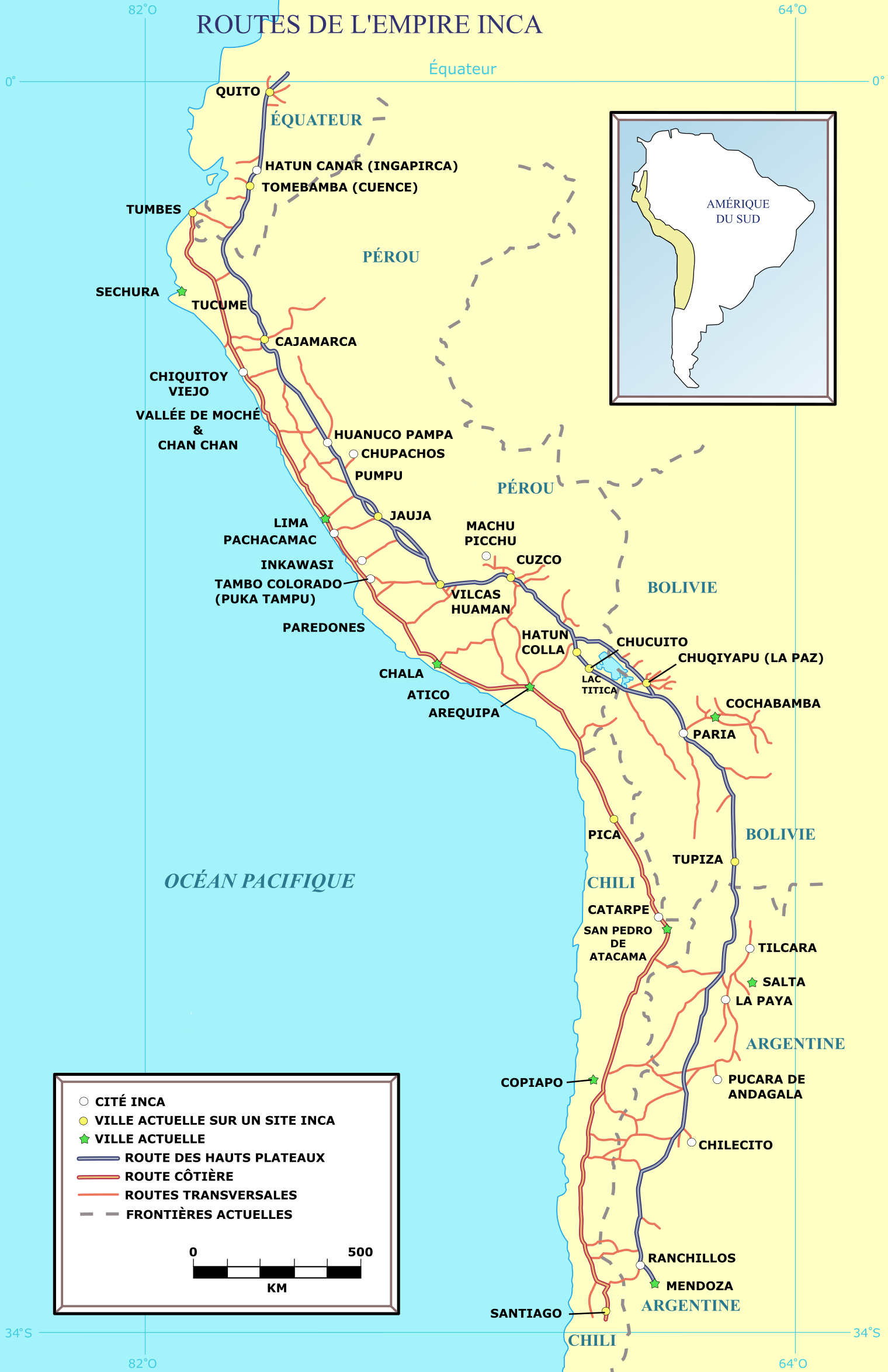
Chemins incas

### Politique économique impériale
L'économie est fondée sur la gestion de la main-d'œuvre, sur l'échange d'énergie humaine, sur une sorte de collectivité du travail et nullement sur des échanges de biens ou sur une possession collective des biens. La richesse était liée non pas à la possession des biens mais à l'accès à la main-d'œuvre pour la production de la communauté. Le pauvre étant celui qui possède peu de liens de parenté.
Au sommet de l'organisation économique se trouve l'Inca qui se repose sur les organisations ethniques et leur économie de redistribution mais en gérant un système de redistribution à un niveau supérieur.

#### Corvées et mobilisation de la main d'œuvre
Le kuraka, le chef de l'ayllu, était chargé de la répartition des terres, faite sur un modèle de parts, entre chaque membre du village apte à travailler.
Les travaux agricoles étaient divisés en trois :
- la part de l'Inca et de la famille royale;
- celle de chaque détenteur de lopin de terre, pour subvenir aux besoins de sa famille;
- celle qui appartenait au village, afin de subvenir aux besoins des plus démunis. Un système d'entraide entre les familles était très développé. En plus des terres collectives, il existait des réserves qui permettaient de pallier le manque en cas de famine, ou quand venait une délégation de l'Inca.

Un autre devoir de chaque membre de la communauté consistait à s'occuper des travaux collectifs (comme l'entretien des canaux d'irrigation). Ce système connaissait cependant des faiblesses : les kurakas abusaient parfois du système, s'enrichissaient et constituaient une nouvelle classe dont les privilèges étaient transmis par héritage.

#### Réciprocité et redistribution
Il y avait une redistribution au niveau local autour du groupe ethnique mais aussi une redistribution bien plus vaste, au niveau de l'empire. L'Inca s'en chargeait à partir des réserves. Pour opérer ce travail, on faisait appel à des mitas (transporteurs). L'empire organisait donc aussi la mita.
La répartition des terres ethniques semblait liée à la redistribution, puisque chaque année, elle faisait l'objet d'un pacte ou d'une négociation. Grâce aux principes de la redistribution et de l'échange d'énergie humaine, les Incas purent entreprendre de nombreuses constructions, créer des greniers supplémentaires, un réseau de routes, des centres administratifs...

### Agriculture
[Voir aussi les sections :  Irrigation, Cultures en terrasses, et  Étagement de l'agriculture et implications sociales de l'article consacré à l'Empire inca].

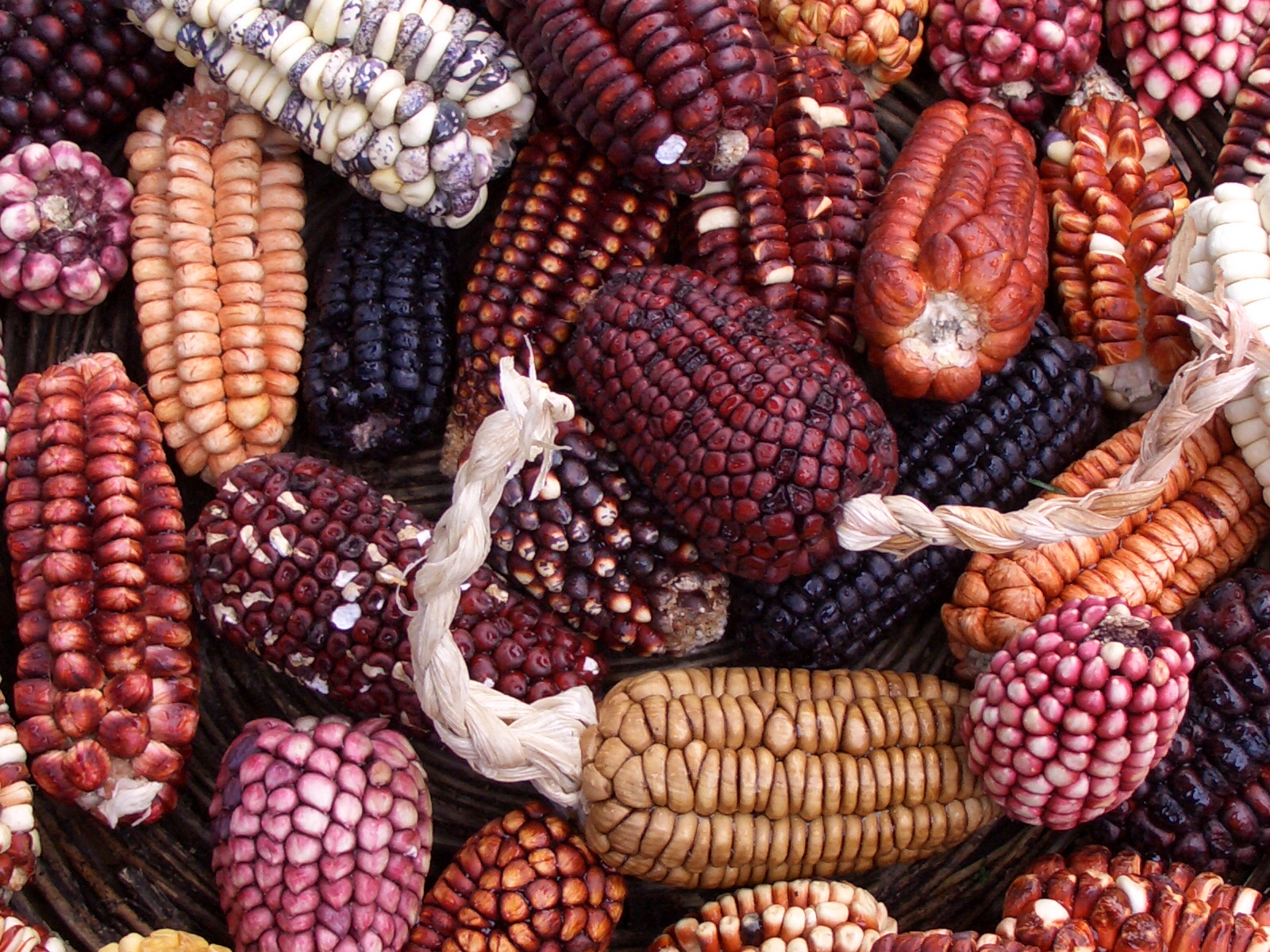
De nombreuses variétés de maïs étaient connues des Incas

À cette époque, l'agriculture était essentiellement une agriculture de montagne. La pomme de terre « inventée » au Pérou et de nombreux autres tubercules étaient les aliments de base. Ces végétaux sont sensibles et, les récoltes ne pouvant être garanties, des techniques de conservation étaient développées pour faire face à d'éventuelles années difficiles. Le quinoa, une graine (et non une céréale), est plus facile à cultiver, il pousse jusqu'à 4 000 m d'altitude. Une autre culture était répandue : celle du maïs. Bien que très apprécié, les conditions particulières pour sa culture limitaient sa production et le maïs se trouvait souvent réservé aux offrandes ou réservé pour les fêtes. Pour développer cette culture, de nombreuses terrasses (les fameuses andenes) furent construites dont certaines perdurent jusqu'à nos jours. Les Incas installèrent des réseaux d'irrigation comprenant canaux et aqueducs.
D'autres plantes étaient cultivées selon les régions : tomates, arachides, haricots, piments, ananas, cacao, etc. ainsi que la coca, très importante pour le peuple inca puisqu'elle était utilisée dans toutes les cérémonies.

### Élevage
En ce qui concerne l'élevage, la viande et la laine provenaient essentiellement des lamas et des alpagas.

### Commerce
La monnaie et l'impôt n'existaient pas. Le troc est le seul système d'échange.
Les lamas servent pour le transport mais surtout pour le lait, la viande, la laine, le cuir et les occrements[Quoi ?].

## Art et artisanat

### Architecture et sculpture
Les Incas étaient d'excellents architectes. Leurs constructions sont imposantes et ingénieuses, souvent à des fins utilitaires. Le nombre de bâtiments et autres constructions réalisés est vraiment élevé. La forme trapézoïdale souvent donnée aux portes et fenêtres des temples permet à l'édifice de résister beaucoup mieux aux tremblements de terre, très fréquents dans ces régions. En s'installant à Cuzco, les espagnols ont d'ailleurs repris comme fondation de leurs bâtiments les restes des temples incas. Lors des nombreux séismes, les constructions ou fondations incas tenaient généralement mieux que les constructions espagnoles.

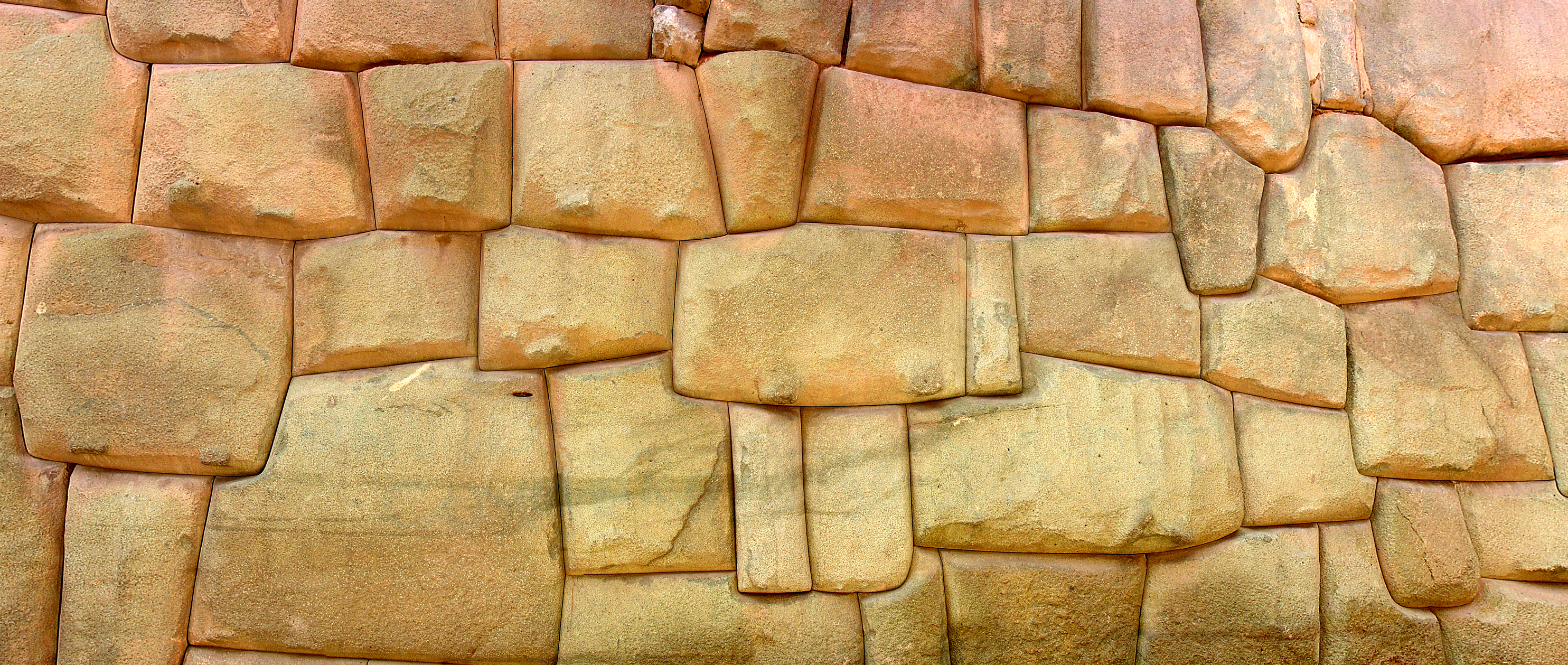
Mur inca à Cuzco

Les Incas utilisaient divers styles architecturaux, mais le plus connu est sans conteste celui utilisé par exemple pour le temple du Soleil de Cuzco ainsi que beaucoup d'autres bâtiments d'importance : le matériau principal était la pierre mais ils n'utilisaient pas de mortier pour les joindre. De grandes pierres polygonales étaient alors utilisées, s'emboîtant parfaitement sans laisser le moindre espace vide. On peut voir encore de nos jours de nombreux exemples de cet art architectural, parmi lesquels Saqsaywaman la forteresse de Cuzco, ou encore les impressionnantes ruines d'Ollantaytambo.

### Orfèvrerie et métallurgie
Les Incas ont découvert le vermeil [réf. nécessaire]. Ce n'est pas un alliage, mais de l'argent recouvert d'or.

### Musique
Voir notamment sur ce sujet les sections : La musique, La légende du « Manchay Puitu » et  La « musique Inca » et ses survivances sous le « palimpseste » du thème d’El Cóndor pasa, dans l'article  El Cóndor pasa consacré à la pièce et à la musique éponyme.

## Sciences

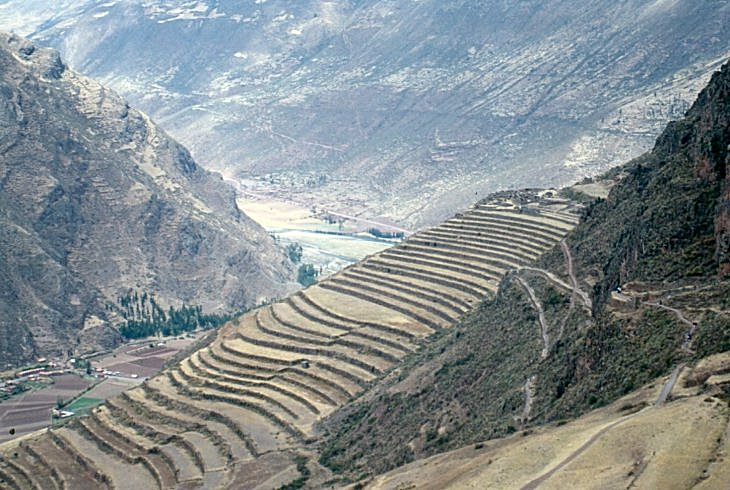
Terrasses de Písac

### Astronomie
Les Incas étaient capables de voir les solstices ou équinoxes et leur calendrier à la fois lunaire et solaire leur permettait de gérer les cycles agricoles.

### Mathématiques

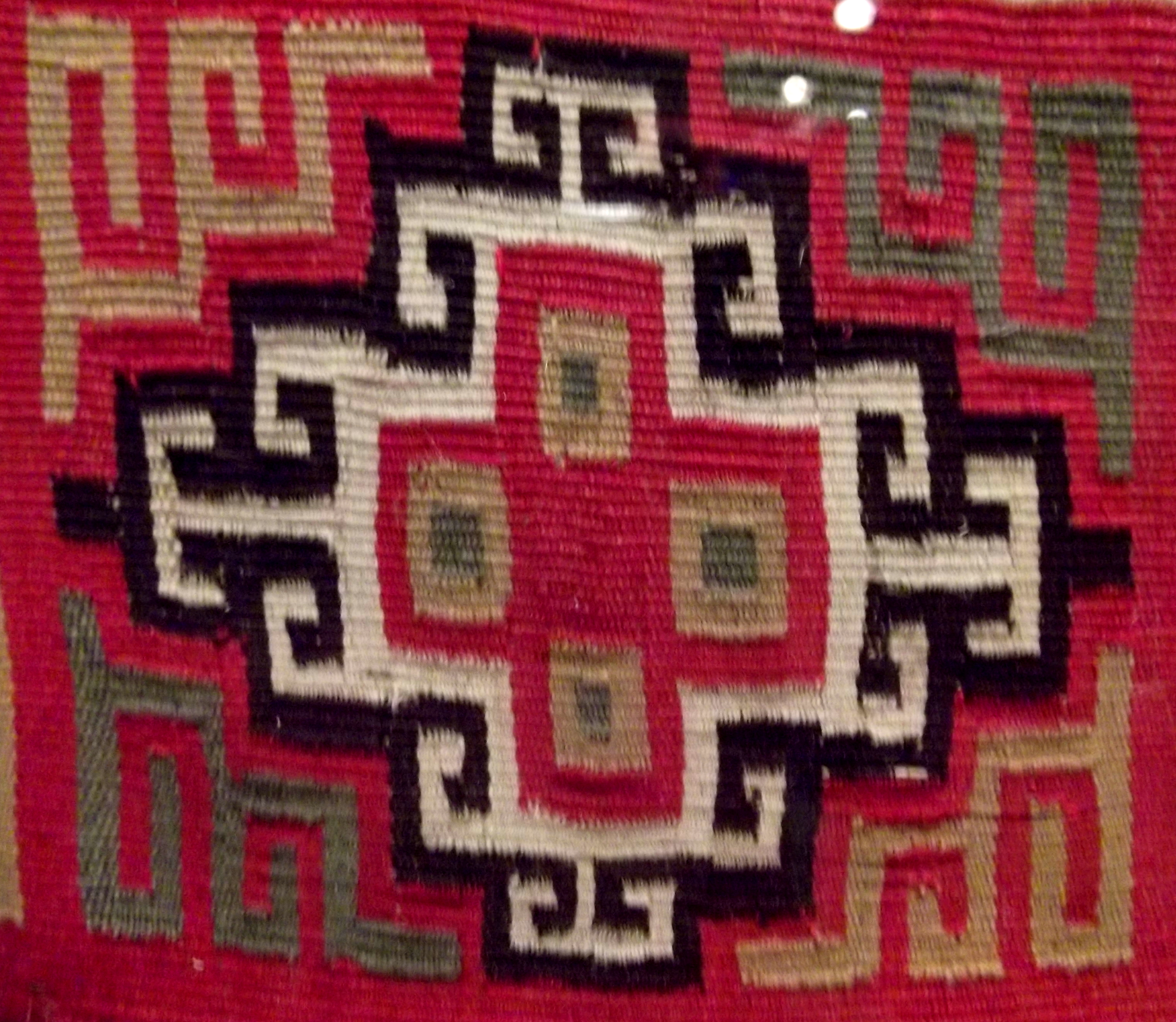
Motifs symétriques dans un textile inca. Le dessin central représente la Chacana ou croix carré andine.

Les mathématiques des Incas sont omniprésentes dans l'art inca, tel le tissage. Leur développement est expliqué par plusieurs facteurs, telle la géographie.
La civilisation inca (1400-1530), s'étendait sur les actuels Pérou, Équateur, Bolivie, Chili, Argentine et au sud de la Colombie, avec une population d'environ 12 millions, dont plusieurs groupes ethniques et une vingtaine de langues. Ne connaissant pas l'écriture au sens strict du terme, ils utilisaient des quipus pour « écrire » les statistiques de l'État. Un quipu est un encordage dont les cordes présentent trois types de nœuds symbolisant respectivement l'unité, la dizaine et la centaine.
Les Incas ont donc développé un système de numération positionnel en base 10, similaire à celui utilisé aujourd'hui.

## Linguistique
L'Empire inca regroupait de nombreux peuples différents et jusqu'à plus de 700 micro-idiomes différents furent parlés sur son territoire ; les Incas auraient cependant imposé le quechua comme langue véhiculaire.

### Aymara
L’aymara est une langue vernaculaire qui a remplacé de nombreuses autres comme l'uru ou l'uchhumataqu de Bolivie.
Selon Rodolfo Cerrón-Palomino (linguiste péruvien)[réf. souhaitée], un des principaux spécialistes de ces deux langues, ce n'est pas le quechua, mais bien l'aymara qui était la langue officielle et aussi la langue sacrée (voire langue liturgique) de l'Empire inca. Le quechua quant à lui était la lingua franca (ou langue véhiculaire) de l'empire, et la plus répandue.
Les variétés d'aymara forment une sous-famille linguistique avec les variétés de quechua. Aujourd’hui, l'aymara compte environ deux millions de locuteurs, essentiellement en Bolivie.

### La question de l'«écriture» inca

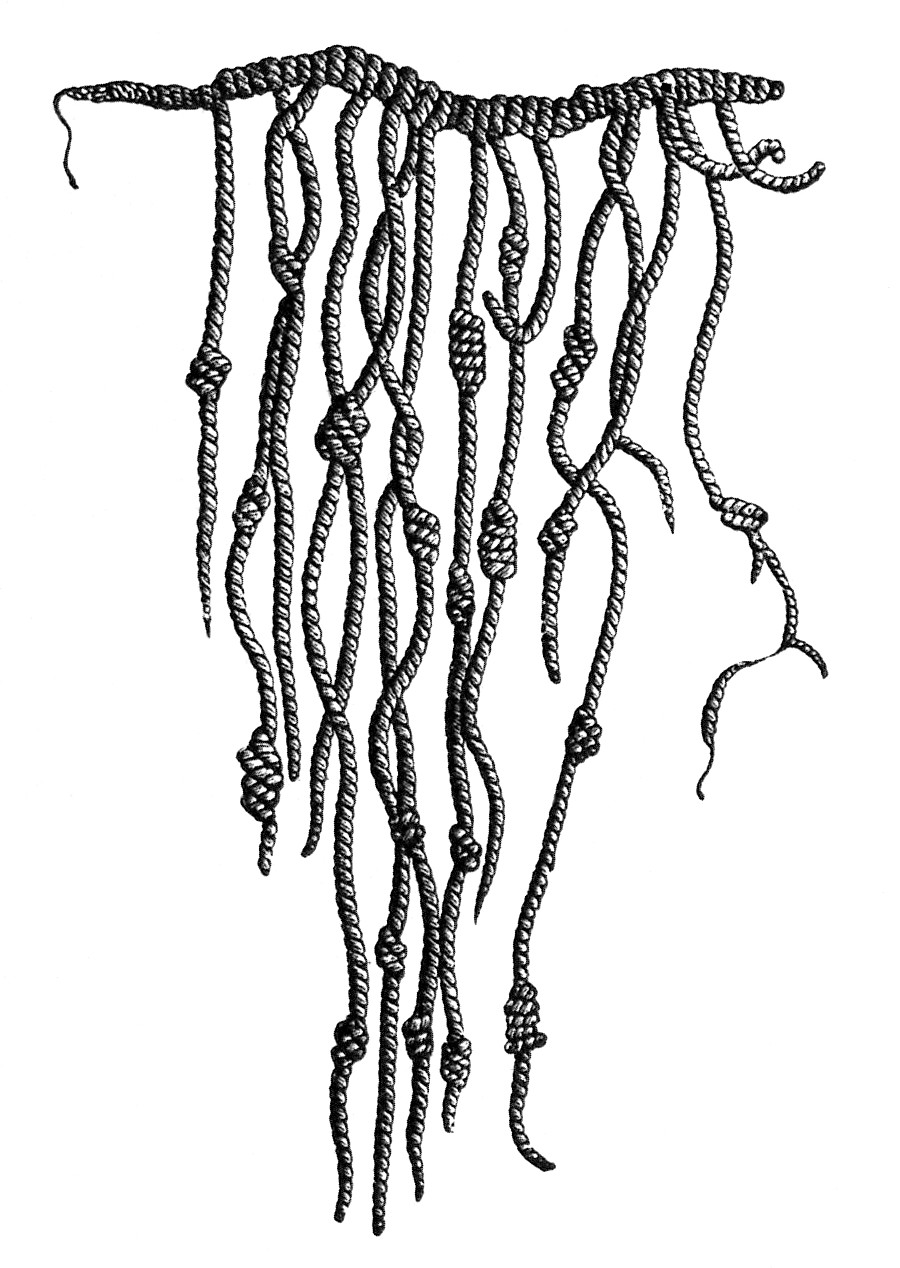
Exemple de quipu

#### Des nœuds, des comptes et du sens: lesquipus
Alors que l'empire inca était très structuré et bureaucratisé, l'écriture n'y a apparemment pas existé, tout au moins sous la forme de glyphes comme chez les Mayas et dans la plupart des civilisations mésoaméricaines précolombiennes.

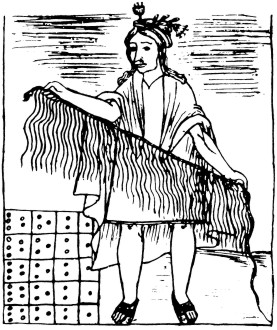
On voit ici un Quipucamayoc, dessiné par le chroniqueur indigène du XVIe siècle Felipe Guamán Poma de Ayala dans son ouvrage El primer nueva corónica y buen gobierno (Nouvelle chronique et bon gouvernement), achevée vers 1615. Selon Rafaël Karsten, Guamán Poma avait eu un accès direct à la lecture des quipus par les quipucamayocs encore vivants à son époque, et détenteurs des secrets de leur déchiffrement narratif. Ce dessin présente aussi en bas à gauche le système d'abaque utilisé par les Incas pour effectuer des calculs.

En revanche, un système de quipus a été mis en place. Le quipu est un message codé qui se présente sous la forme d'un écheveau de cordelettes nouées, rassemblées sur un seul cordon porteur horizontal; ces cordelettes présentent des nœuds de différentes sortes et diverses positions sur des fils de laine, coton ou autre matériau et de différentes couleurs, le tout selon un code précis et complexe, nécessitant à l'époque un long apprentissage, qui est seulement en partie déchiffré aujourd'hui.
Les quipus relevaient donc d'abord d'une interprétation numérique (en base 10, comme on l'a vu). Ces quipus servaient aux statistiques de l'État : recensement très précis (nombre d'habitants par âge et par sexe), nombre d'animaux, état des stocks, tributs payés et dus des différents peuples, enregistrement de l'ensemble des entrées et sorties de marchandises des entrepôts de l'État, etc. Seuls les administrateurs connaissaient la clé des quipus : c'étaient les quipucamayocs.

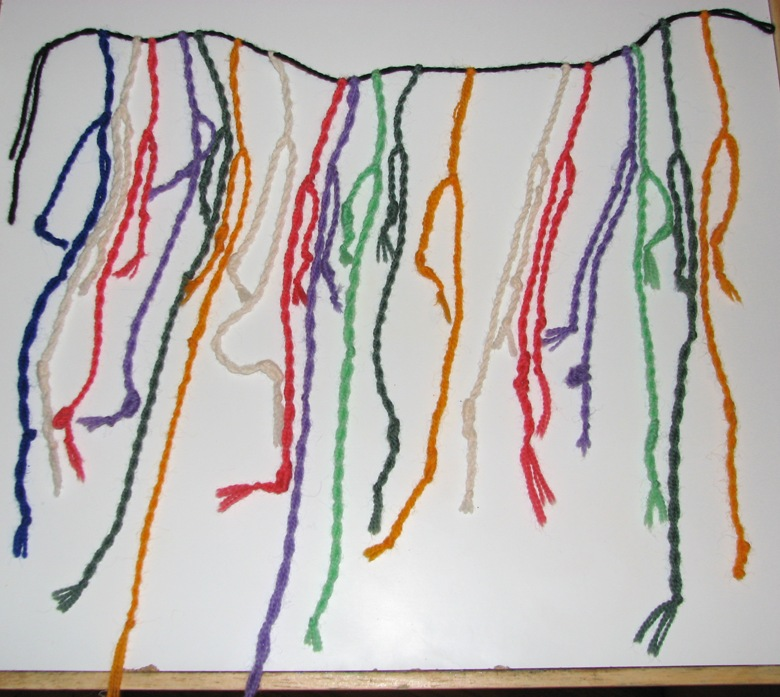
Autre exemple de quipu en couleurs (reconstitué)

Mais les quipus revêtaient aussi probablement un sens narratif et qualitatif, voire langagier, qui les rapprochent des fonctions actuelles de l'écriture (peut-être comme une sorte de système idéographique singulier, puisque n'utilisant pas de signes écrits ou gravés). Cette thèse a déjà été affirmée, et sourcée chez les témoins oculaires de l'Empire inca au moment de la Conquista par l'ethno-anthropologue et archéologue finlandais Rafael Karsten (es) (de l'université d'Helsinki), dans les années 1950. Elle a été reprise récemment par le grand spécialiste américain des quipus qu’est Gary Urton, ainsi que par l'ethnographe et anthropologue anglaise à l'université St Andrews (Royaume-Uni) Sabine Hyland. Il semblerait donc que les quipus, au-delà de leur valeur comptable, aient donné lieu à des sens divers : chronique historique et calendaire, recueil juridique de textes réglementaires et de lois, récits plus ou moins légendaires...
Pour Rafaël Karsten, l'étymologie du mot quipu indique qu'ils servaient aussi en tant que calendriers : le mot serait de la même famille lexicale que le terme quilca ou quila qui signifie « mois ». « Huaman Poma, il faut le remarquer, appelle les spécialistes des cordes nouées quilcacamayoc ou quila huata quipoc, ce qui signifie « ceux qui tiennent le compte des années lunaires ». Quila huata, c'est l'année lunaire et quipoc (d'où dérive le substantif quipu) est un participe, tiré d'un verbe dont l'infinitif devait être quipuy (quipuna) » [nouer et aussi compter]. On sait en tout cas que ce système de quipus était aussi utilisé par les dirigeants des provinces pour transmettre les nouvelles importantes à l'Inca. Guamán Poma, cité par Karsten, n'entre pas dans les détails en ce qui concerne le système des quipus lui-même, mais souligne qu'on y enregistrait de telles connaissances, si précises et si détaillées, qu'ils lui donnaient l'impression de constituer une véritable écriture. « Du papier et de l'encre eussent été préférables, c'est vrai », ajoute-t-il. Mais il affirme en conclusion que « c'est par les quipus que tout l'empire était gouverné ».

Enfin, pour l'archéologue suédois Erland Nordenskiöld, cité par Karsten, les quipus trouvés dans les tombes précolombiennes avaient une valeur magique associée aux rituels funéraires incas : 

« Selon la théorie de Nordenskiöld, les quipus contenaient des nombres astronomiques de caractère magique et, à son avis, ils auraient été conçus comme « des énigmes pour les esprits ». « Le mort recevait un quipu pour l’occuper et pour l’empêcher, peut-être par le moyen de nombres magiques, de sortir de sa tombe »

— Rafaël Karsten.
Les quipus auraient donc aussi servi à conserver la mémoire des grandes dates de l'Histoire de l'Empire, et à consigner certains récits, secrets religieux ou textes de loi. Mais ceux-ci restent indéchiffrables de nos jours, même si certains chercheurs tablent encore sur la possibilité de découvrir une sorte de « pierre de Rosette » hypothétique des quipus permettant de révéler leur sens narratif caché,,; quipus langagiers toujours mystérieux donc, contrairement aux quipus de statistiques dont les valeurs numériques sont aujourd'hui bien connues.
Les récentes découvertes de Ruth Shady sur le site de Caral ont démontré que les quipus étaient connus par les civilisations précolombiennes il y a près de 4 500 ans.

## Hommages
- (8275) Inca, astéroïde.

## Études historiques
En 1954, l'expédition Marquette, avec à sa tête Jean Raspail et Guy Morance.